# Einsturz des World Trade Centers
Der Einsturz des World Trade Centers geschah am Dienstag, dem 11. September 2001, nachdem zwei von Al-Qaida-Terroristen entführte Verkehrsflugzeuge im Rahmen der Anschläge vom 11. September absichtlich in die Zwillingstürme des World-Trade-Center-Komplexes in New York City geflogen wurden. Der Nordturm (WTC 1) wurde als erstes Gebäude getroffen, als der American-Airlines-Flug 11 um 8:46 Uhr EDT in ihn stürzte, woraufhin er um 10:28 Uhr zusammenbrach, nachdem er eine Stunde und 41 Minuten lang gebrannt hatte. Um 9:03 Uhr wurde der Südturm (WTC 2) vom United-Airlines-Flug 175 getroffen; er brach um 9:58 Uhr zusammen, nachdem er 55 Minuten lang gebrannt hatte. Die Zerstörung der Türme verursachte große Verwüstungen im südlichen Teil von Lower Manhattan, und mehr als ein Dutzend benachbarter und nahe gelegener Gebäude wurden durch die Trümmer des Flugzeugaufpralls oder der Einstürze beschädigt oder zerstört. Vier der fünf verbleibenden Gebäude des World Trade Centers wurden beim Einsturz der Türme sofort zerstört oder irreparabel beschädigt, während das World Trade Center 7 noch sechs Stunden stehen blieb, bis Brände, die durch Trümmer des Nordturms ausgelöst wurden, es um 17:21 Uhr zum Einsturz brachten. Bei den Entführungen, Abstürzen, Bränden und anschließenden Einstürzen kamen zunächst insgesamt 2760 Menschen ums Leben. Giftiges Staubmaterial aus den zerstörten Hochhäusern verteilte sich in der ganzen Stadt und führte zu zahlreichen gesundheitlichen Langzeitfolgen, unter denen viele, die sich in der Nähe der Türme aufhielten, nach wie vor leiden; mindestens drei weitere Todesfälle wurden gemeldet. Die 110-stöckigen Türme sind die höchsten freistehenden Gebäude, die jemals zerstört wurden, und die Zahl der Todesopfer des Anschlags auf den Nordturm ist der tödlichste Terroranschlag der Weltgeschichte.
Im Jahr 2005 veröffentlichte das National Institute of Standards and Technology (NIST) die Ergebnisse seiner Untersuchung des Einsturzes. Es stellte fest, dass die Konstruktion der Türme keine Mängel aufwies und dass die Schwere der Anschläge alles übertraf, was bei Gebäuden in der Vergangenheit der Fall war. Das NIST stellte fest, dass die Brände die Hauptursache für die Einstürze waren und dass sich durchhängende Fußböden auf die Säulen an der Außenseite des Gebäudes drückten, so dass diese sich bogen und dann einknickten. Sobald sich der obere Teil des Gebäudes nach unten zu bewegen begann, war ein totaler progressiver Einsturz unvermeidlich.
Die Aufräumarbeiten am World Trade Center waren rund um die Uhr im Einsatz und kosteten Hunderte von Millionen Dollar. Einige Gebäude in der Umgebung, die nicht von den Flugzeugen getroffen worden waren, erlitten dennoch erhebliche Schäden, so dass sie abgerissen werden mussten. Der Abriss der beschädigten Gebäude in der Umgebung verlief teilweise parallel zum Neubau des Ersatzgebäudes für die Zwillingstürme, dem 2014 eröffneten One World Trade Center.

## Hintergrund
Bei ihrer Fertigstellung im Jahr 1973 waren die Zwillingstürme kurzzeitig die höchsten Gebäude der Welt, und zum Zeitpunkt der Terroranschläge waren sie immer noch unter den ersten fünf. Das One World Trade Center (WTC 1), der „Nordturm“, war mit 417 m (1368 Fuß) um sechs Fuß höher als das Two World Trade Center (WTC 2), der „Südturm“, der 415 m (1362 Fuß) hoch war. Zum Zeitpunkt der Anschläge waren nur die damals gerade fertig gestellten Petronas Towers in Kuala Lumpur, Malaysia, und der Willis Tower (damals noch Sears Tower) in Chicago höher. Die Türme wurden mit einem neuartigen Design gebaut, das den Innenraum maximierte, und wiesen ein hohes Verhältnis zwischen Festigkeit und Gewicht auf, da sie eine neue „gerahmte Röhren“-Konstruktion verwendeten, die 40 % weniger Stahl benötigte als herkömmliche Wolkenkratzer mit Stahlrahmen. Darüber hinaus befand sich auf dem WTC 1 eine 110 m (362 Fuß) hohe Telekommunikationsantenne, die 1978 errichtet wurde und die Gesamthöhe des Turms auf 530 m (1730 Fuß) erhöhte, obwohl die Antenne als nicht-strukturelle Ergänzung nicht offiziell gezählt wurde.

### Struktureller Aufbau

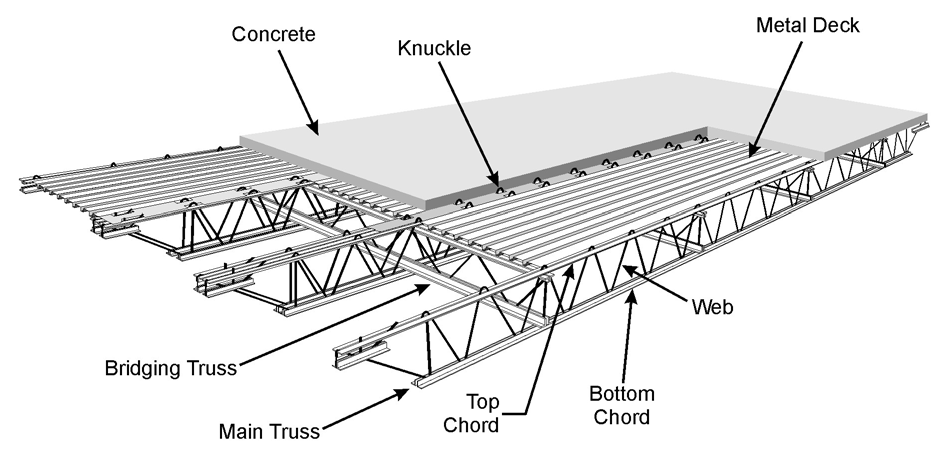
Schema des Fußbodenbindersystems und Betonboden über den Stahlwannen

Die Türme waren als gerahmte Rohrkonstruktionen konzipiert, die den Mietern offene Grundrisse ohne Unterbrechung durch Säulen oder Wände boten. Die Gebäude waren quadratisch und hatten eine Seitenlänge von 63 m (207 Fuß), jedoch mit abgeschrägten 2,11 m (6 Fuß 11 Inch) Ecken, so dass die Außenbreite jedes Gebäudes etwa 64 m (210 Fuß) betrug. Zahlreiche eng beieinander stehende Außenstützen sorgten für einen Großteil der strukturellen Festigkeit und teilten sich die Schwerkraftlast mit den Stahlkastenstützen des Kerns. Oberhalb des zehnten Stockwerks befanden sich 59 Außenstützen entlang jeder Seite des Gebäudes im Abstand von 1,02 m (3 Fuß 4 Inch). Während die Türme quadratisch waren, waren die Innenkerne rechteckig und wurden von 47 Säulen getragen, die sich über die gesamte Höhe jedes Turms erstreckten. Alle Aufzüge und Treppenhäuser befanden sich im Kern, so dass ein großer stützenfreier Raum zwischen dem Kern und dem Außenbereich verblieb, der mit vorgefertigten Bodenbindern überbrückt wurde. Da der Kern rechteckig war, ergab sich eine lange und kurze Spannweite zu den Säulen am Rand.
Die Decken bestanden aus 10 cm dicken Leichtbetonplatten, die auf einem geriffelten Stahldeck verlegt waren. Ein Gitter aus leichten Überbrückungsbindern und Hauptbindern stützte die Böden mit Scherverbindungen zur Betonplatte für Verbundwirkung. Die Fachwerkbinder hatten eine Spannweite von 18 m (60 Fuß) in den weitgespannten Bereichen und 11 m (35 Fuß) in den kurzgespannten Bereichen. Die Fachwerkbinder waren an der Außenwand an abwechselnden Stützen angeschlossen und hatten daher einen Abstand von 2,1 m (6,8 Fuß). Die Obergurte der Fachwerkbinder wurden an Sitze geschraubt, die auf der Außenseite an die Zwickel geschweißt waren, während auf der Kernseite ein Kanal an die inneren Kastenstützen geschweißt wurde. Die Fußböden waren mit viskoelastischen Dämpfern an die Brüstungsplatten angeschlossen, die dazu beitrugen, die von den Gebäudenutzern empfundenen Schwankungen zu verringern.

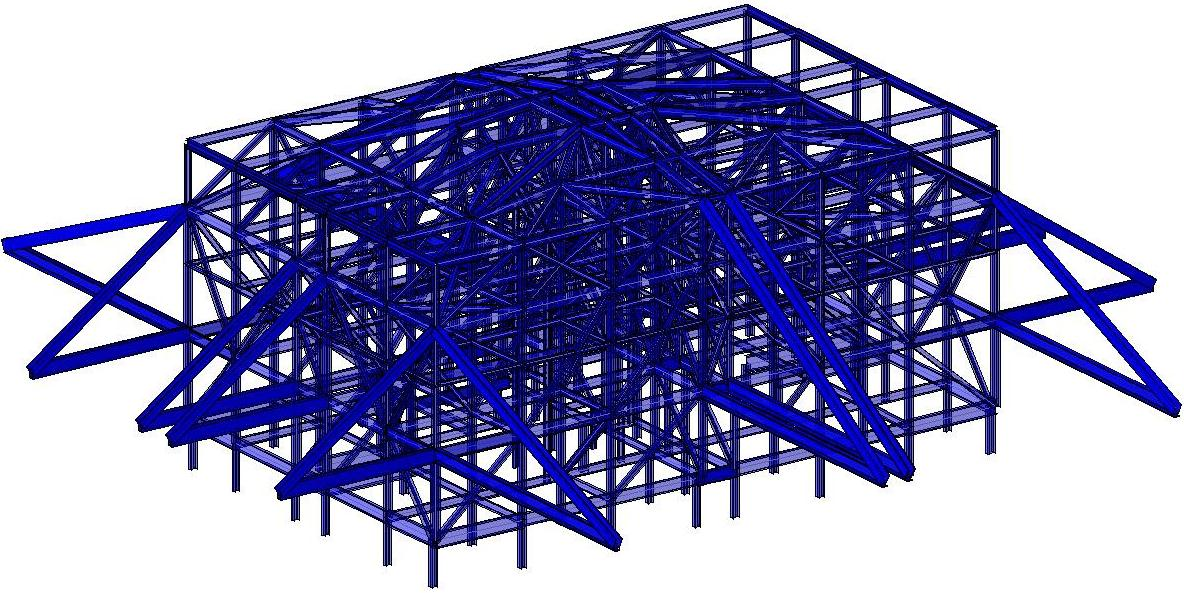
Dachstuhl der Twin Tower auf der Dachebene

Die Türme verfügten außerdem über ein „Hutfachwerk“ oder „Auslegerfachwerk“ zwischen dem 107. und 110. Stockwerk, das aus sechs Fachwerkbindern entlang der langen Achse des Kerns und vier entlang der kurzen Achse bestand. Dieses System ermöglichte eine optimierte Lastverteilung der Deckenmembranen zwischen dem Umfang und dem Kern, wobei die unterschiedlichen Materialien (flexibler Stahl und starrer Beton) besser aufeinander abgestimmt wurden, so dass die Momentenrahmen die Schwingungen in Druck auf den Kern übertragen konnten, der auch den Sendeturm größtenteils trug. Diese Fachwerke wurden in jedem Gebäude installiert, um künftige Sendetürme zu stützen, aber nur der Nordturm wurde schließlich mit einem solchen ausgestattet.

### Bewertung der Auswirkungen eines Flugzeugeinschlags

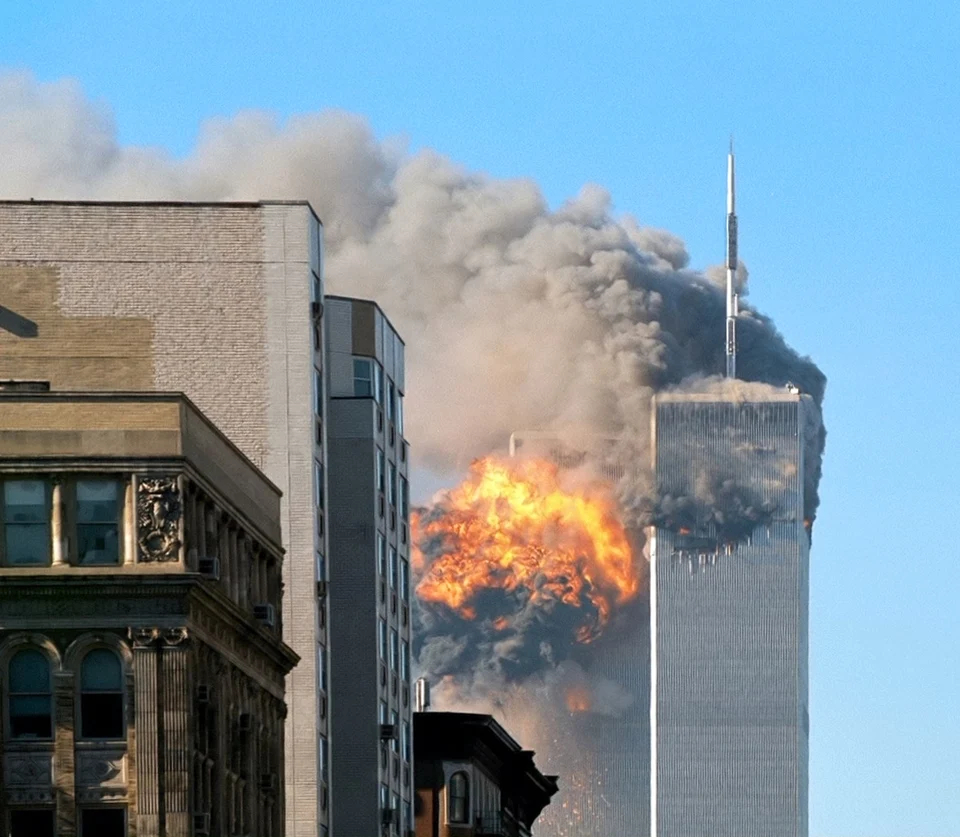
Unmittelbar nach dem Einschlag von United-Airlines-Flug 175 entsteht an der Nordseite von WTC 2 ein Feuerball. Rechts ist Brandrauch zu sehen, der aus der Nordseite des WTC 1 aufsteigt.

Obwohl vor der Fertigstellung der Türme Brandstudien und sogar eine Analyse der Auswirkungen des Aufpralls von Düsenflugzeugen mit geringer Geschwindigkeit durchgeführt worden waren, existiert der volle Umfang dieser Studien nicht mehr. Da jedoch nie zuvor ein Feuer einen Wolkenkratzer zum Einsturz gebracht hatte und die Auswirkungen von Flugzeugen bei der Konstruktion berücksichtigt worden waren, kam die Zerstörung der Türme für einige Ingenieure zunächst überraschend.
Die Bauingenieure, die am World Trade Center arbeiteten, zogen die Möglichkeit in Betracht, dass Flugzeuge in das Gebäude stürzen könnten. Im Juli 1945 war ein B-25-Bomber, der im Nebel verschollen war, in den 79. Stock des Empire State Building gestürzt. Ein Jahr später stürzte eine C-45F Expeditor in das Gebäude 40 Wall Street. Auch hier wurde vermutet, dass der Nebel zu der Kollision beigetragen hatte. Leslie Robertson, einer der Chefingenieure, die an der Planung des World Trade Centers beteiligt waren, sagte, er habe das Szenario des Aufpralls einer Boeing 707 in Betracht gezogen, die sich im Nebel verirrt haben könnte und mit relativ geringer Geschwindigkeit fliegt, während sie versucht, entweder auf dem JFK- oder dem Newark-Flughafen zu landen. In einem Interview mit der BBC zwei Monate nach dem Einsturz der Türme sagte Robertson: „Bei der 707 wurde die Treibstofflast bei der Konstruktion nicht berücksichtigt. Ich weiß nicht, wie das hätte berücksichtigt werden können.“ Er sagte auch, dass der Hauptunterschied zwischen den Konstruktionsstudien und dem Ereignis, das die Türme zum Einsturz brachte, die Aufprallgeschwindigkeit war, die die absorbierte Energie stark erhöhte und während des Bauprozesses nie berücksichtigt wurde.
Während der Untersuchung des Einsturzes erhielt das National Institute of Standards and Technology (NIST) ein dreiseitiges Weißbuch, in dem festgestellt wurde, dass die Gebäude einem Flugzeugaufprall einer Boeing 707 oder DC 8 mit einer Geschwindigkeit von 970 km/h standhalten würden. 1993 sagte John Skilling, der leitende Statiker des WTC, in einem Interview, das nach dem Bombenanschlag auf das World Trade Center 1993 geführt wurde: „Unsere Analyse ergab, dass das größte Problem darin bestehen würde, dass der gesamte Treibstoff in das Gebäude fließen würde. Es würde ein schreckliches Feuer entstehen. Viele Menschen würden getötet werden. Die Gebäudestruktur wäre noch vorhanden.“ In seinem Bericht stellte das NIST fest, dass die technischen Möglichkeiten zur Durchführung einer strengen Simulation des Flugzeugaufpralls und der anschließenden Brände eine neuere Entwicklung sind und dass die technischen Möglichkeiten für eine solche Analyse in den 1960er Jahren sehr begrenzt gewesen wären. In seinem Abschlussbericht über die Einstürze stellte das NIST fest, dass es keine Unterlagen finden konnte, in denen der Aufprall eines Hochgeschwindigkeitsflugzeugs oder ein Großbrand, der durch Flugbenzin ausgelöst wurde, untersucht wurde.

### Brandschutz

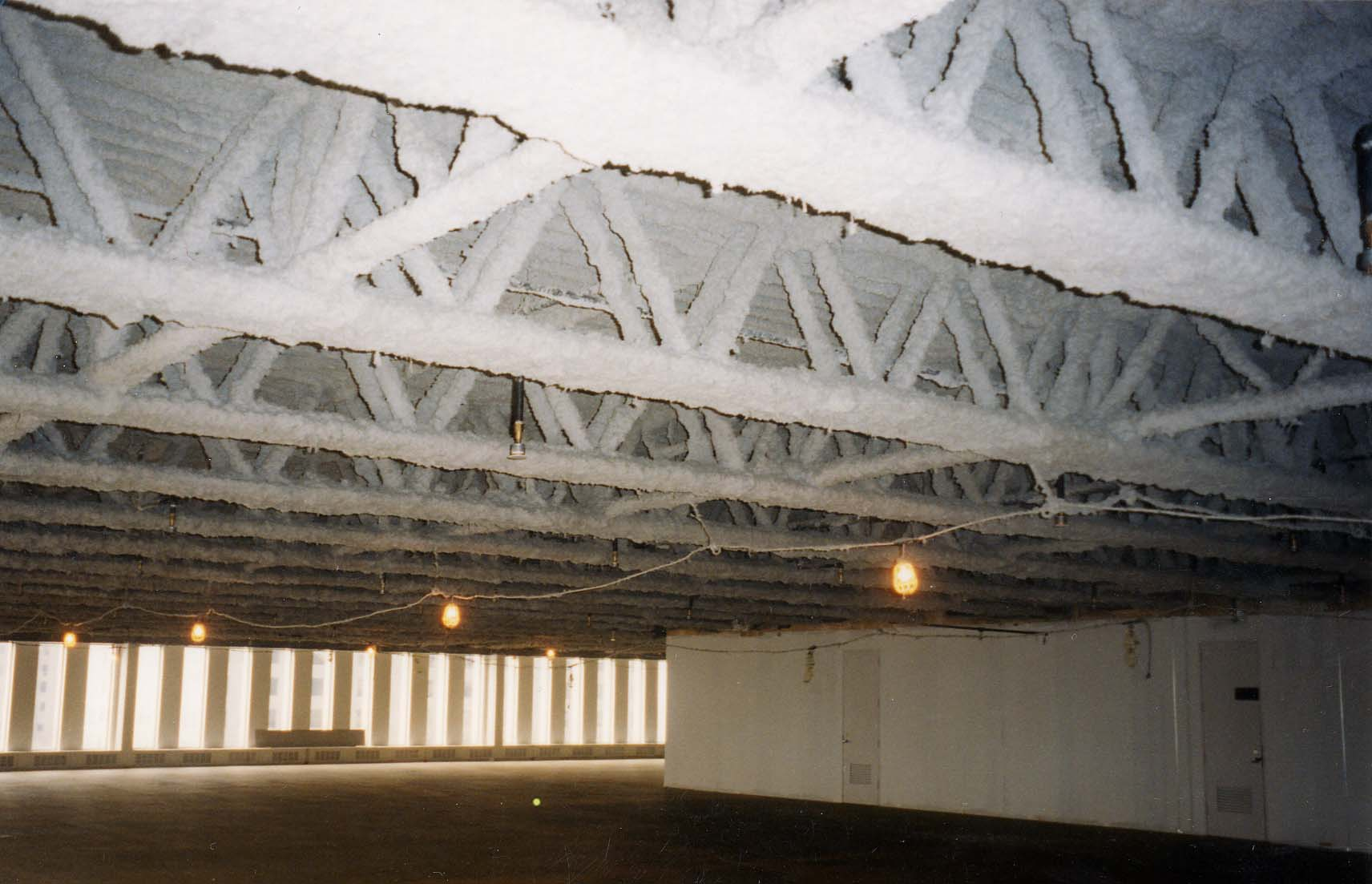
Isoliertes WTC 1 Zwillingsturm-Deckenträgersystem

Bis Mitte der 1970er Jahre war die Verwendung von Asbest als Feuerschutzmittel in der Bauindustrie weit verbreitet. Doch im April 1970 wies das New York City Department of Air Resources die Bauunternehmen, die das World Trade Center bauten, an, das Versprühen von Asbest als Isoliermaterial einzustellen.
Laut NIST NCSTAR-Bericht wurde 1969 BLAZE-SHIELD D, ein Gemisch aus Zement und Asbestfasern, als Brandschutz verwendet. Als die Verwendung dieses Materials eingestellt wurde, wurde eine von drei verschiedenen feuerfesten Sprühdämmungen (SFRM) verwendet: BLAZE-SHIELD DC/F, BLAZE-SHIELD II oder Vermiculitputz, der auf die Dachstühle, Randstützen, Zwickel und eine oder mehrere Oberflächen der Kernstützen aufgetragen wurde.
Nach dem Bombenanschlag von 1993 wurde bei Inspektionen festgestellt, dass die Brandschutzmaßnahmen mangelhaft waren. Vor den Einstürzen waren die Eigentümer der Türme, die Port Authority of New York and New Jersey, dabei, den Brandschutz zu verbessern, hatten aber nur 18 Stockwerke im WTC 1 fertiggestellt, einschließlich aller vom Flugzeugaufprall und den Bränden betroffenen Stockwerke, und 13 Stockwerke im WTC 2, obwohl keines davon direkt vom Flugzeugaufprall betroffen war.
Das NIST kam zu dem Schluss, dass der Einschlag des Flugzeugs einen erheblichen Teil der Brandschutzisolierung abgeschert hat, was zum Einsturz der Gebäude beigetragen hat. In WTC 1 wurde durch den Aufprall die Isolierung von 43 der 47 Kernsäulen in mehr als einem Stockwerk sowie von den Bodenbindern auf einer Fläche von 5.600 m² entfernt. In WTC 2 wurde durch den Aufprall die Isolierung von 39 der 47 Säulen in mehreren Stockwerken und von den Bodenbindern auf einer Fläche von 7.400 m² entfernt.
Nach den Einstürzen sagte Robertson: „Nach unserem besten Wissen war wenig über die Auswirkungen eines Brandes in einem solchen Flugzeug bekannt, und es gab keine Konstruktionen für diesen Fall. Tatsächlich gab es zu dieser Zeit keine Feuerschutzsysteme, die die Auswirkungen solcher Brände kontrollieren konnten.“

## Die zwei Einschläge

Einschlagstellen am 1. und 2. WTC mit Angabe des ungefähren Einschlagwinkels und der Ausrichtung der Kerne mit der Außenseite der beiden Türme.

### Flugzeugeinschläge und daraus resultierende Brände
Bei den Anschlägen vom 11. September entführten vier Teams von Al-Qaida-Terroristen vier verschiedene Passagierflugzeuge. Zwei dieser Flugzeuge, American-Airlines-Flug 11 und United-Airlines-Flug 175, beide Boeing 767, wurden nach dem Start vom Logan International Airport in Boston entführt. In den letzten Augenblicken flog American-Airlines-Flug 11 in südlicher Richtung über Manhattan und stürzte um 8:46 Uhr mit einer Geschwindigkeit von etwa 710 km/h in die Nordfassade des Nordturms (WTC 1), wobei er im 93. bis 99. Stock einschlug. Siebzehn Minuten später flog United-Airlines-Flug 175 über den New Yorker Hafen nach Nordosten und prallte um 9:03 Uhr mit 540 mph (870 km/h) in die Südfassade des Südturms (WTC 2), wo er zwischen dem 77. und 85. Stockwerk einschlug.
Durch die Einschläge brachen die äußeren Säulen in den Bereichen, die vom Rumpf, den Triebwerken und dem mit Treibstoff gefüllten Flügelteil getroffen wurden (34 Säulen im Nordturm und 26 im Südturm). Die Schäden erstreckten sich auch auf die Spitzen der Tragflächen und des Heckflügels. Darüber hinaus wurden mehrere Kernsäulen entweder durchtrennt oder schwer beschädigt, insbesondere im Bereich des Rumpfes.:302–304 Etwa ein Drittel des Treibstoffs wurde bei dem ersten Aufprall und dem daraus resultierenden Feuerball verbrannt. Ein Teil des Treibstoffs vom Aufprall gelangte in mindestens einen Aufzugsschacht und explodierte im 78. Stock des Nordturms sowie in der Hauptlobby. Die leichte Bauweise und die Hohlräume der Türme ermöglichten es dem Kerosin, weit in das Innere der Türme vorzudringen und gleichzeitig viele große Brände in den betroffenen Stockwerken zu entfachen. Der Treibstoff brannte höchstens ein paar Minuten lang, aber der Inhalt der Gebäude verbrannte in den nächsten ein bis anderthalb Stunden. Als Flug 175 in den Südturm einschlug, zersplitterte durch die Schockwelle Glas an der Ostseite des Nordturms, die an den Feuerball angrenzte, was die bereits brennenden Brände im Nordturm verschlimmerte und Rauchschwaden aus den neu geöffneten Fenstern freisetzte. Es ist nicht bekannt, ob der Aufprall von Flug 11 auch die Fenster des Südturms getroffen hat. In jedem Fall flogen die Haupttrümmer von Flug 11 am Südturm vorbei, während die größeren Wrackteile von Flug 175 den bereits brennenden Nordturm ebenfalls verfehlten. In beiden Fällen landeten einige dieser Teile auf anderen Gebäuden in der Nähe, was zu weiterer Zerstörung führte.
Die Brände in den einzelnen Gebäuden hatten unterschiedliche Eigenschaften, was sich auch in den Reaktionen und dem Verhalten der eingeschlossenen Menschen zeigte. Im Nordturm schlugen die Eingeschlossenen unzählige Fenster ein, um sich von den höllischen Bedingungen im Inneren zu befreien. Im Südturm wurden zwar einige Fensterscheiben eingeschlagen, doch war dies im Vergleich dazu relativ selten. Opfer wurden nur gelegentlich in offenen Fenstern gesichtet, und außerhalb des Turms waren keine Menschenmengen zu sehen, wie auf dem Foto des brennenden Nordturms, das den drohenden Tod zeigt. Der bemerkenswerteste Unterschied war die Zahl der Menschen, die aus den oberen Stockwerken der beiden Türme fielen. Mehr als 200 Menschen stürzten aus den eingeschlossenen Stockwerken auf allen vier Seiten des Nordturms in den Tod. Die meisten von ihnen wurden durch einen Sprung in den Selbstmord getrieben, da dies ihre einzige Möglichkeit war, der extremen Hitze, dem Rauch und den Flammen zu entkommen. Dies steht in krassem Gegensatz zur Situation im Südturm, wo nur sehr wenige Menschen (vier gesichtet) aus den Fenstern entlang der östlichen und südlichen Wände in den Tod getrieben wurden. Diese Unterschiede deuten darauf hin, dass sich die Bedingungen im Südturm nicht so schnell verschlechterten oder so unwirtlich wurden wie im Nordturm. Die Beschädigung des Nordturms durch den mittigen Aufprall von Flug 11 schnitt alle Fluchtwege oberhalb des 91. Stockwerks ab und ließ die gestrandeten Arbeiter in einem unerträglichen Inferno zurück, aus dem sie nur durch einen Sprung entkommen konnten; Flug 175 traf den Südturm in der südöstlichen Ecke der Südfassade des Wolkenkratzers und ließ das nordwestlichste Treppenhaus von oben bis unten unbeschädigt. Das intakte Treppenhaus bedeutete, dass die Menschen im Südturm nicht vollständig eingeschlossen waren, was ihre Entscheidung, zu springen, beeinflusst haben könnte.
Die Feuerbälle, die bei den beiden Einschlägen entstanden, waren wahrscheinlich sehr ähnlich, aber von der Größe her sehr unterschiedlich, obwohl die Flugzeuge ähnliche Mengen an Brennstoffen geladen hatten. Das liegt daran, dass ein erheblicher Teil des Kerosins in den Nordturm geleitet wurde, anstatt ins Freie zu spritzen. Flug 11 stürzte fast in der Mitte des Nordturms:73 ein, wodurch das entzündete Kerosin durch die Aufzugsschächte bis in das Untergeschoss und die Bahnhofshalle schoss und in der Lobby des Erdgeschosses, mehr als 90 Stockwerke unter dem Aufprall, ein Feuer ausbrach.:74 Der Einschlag von Flug 175 in die Südfassade des Südturms war nach Osten versetzt und nicht zentral wie bei Flug 11, so dass die Seiten des Turms die einzige wirkliche Richtung waren, in die sich der Treibstoff ausbreiten konnte, was zu einem deutlich größeren Feuerball an der Außenseite führte.:88

### Notfallmaßnahmen und Evakuierung

Der brennende Südturm

Fast alle Todesfälle in den Zwillingstürmen ereigneten sich in den Bereichen oberhalb der Einschlagstellen der Flugzeuge. Da der Nordturm fast genau in der Mitte der Struktur getroffen wurde, waren die drei Haupttreppenhäuser (A, B und C) im Turmkern alle beschädigt oder durch Trümmer blockiert, was eine Flucht in die unteren Stockwerke verhinderte. Im Südturm lag der Einschlag östlich der Mitte des Turms und in der Nähe der Südostecke, was dazu führte, dass das Treppenhaus A im nordwestlichen Teil des zentralen Kerns intakt und nur teilweise blockiert war. 18 Zivilisten konnten von der Einschlagstelle und den darüber liegenden Stockwerken entkommen. Die genauen Zahlen, wer wo ums Leben kam, sind in einigen Fällen nicht genau bekannt; aus dem Bericht des National Institute of Standards and Technology geht jedoch hervor, dass insgesamt 1 402 Zivilisten am oder über dem Einschlagspunkt im Nordturm ums Leben kamen, wobei schätzungsweise Hunderte im Moment des Einschlags getötet wurden. Im Südturm kamen 614 Zivilisten in den betroffenen Stockwerken und in den Stockwerken darüber ums Leben. Weniger als 200 der zivilen Todesopfer befanden sich in den Stockwerken unterhalb der Einschlagstellen, aber alle 147 zivilen Passagiere und Besatzungsmitglieder der beiden Flugzeuge sowie alle 10 Terroristen kamen ums Leben, ebenso wie mindestens 18 Personen am Boden und in angrenzenden Gebäuden.
Insgesamt starben bei dem Einsturz 342 Angehörige des New York City Fire Department (FDNY), 71 Polizeibeamte, darunter 23 Angehörige des New York City Police Department (NYPD), 37 Angehörige des Port Authority Police Department (PAPD), fünf Angehörige des New York State Office of Tax Enforcement (OTE), drei Beamte des New York State Office of Court Administration (OCA), ein Feuerwehrmann des New York City Fire Department (FDNY), der vereidigte Strafverfolgungsbefugnisse hatte (und ebenfalls unter den 343 getöteten FDNY-Mitgliedern war), ein Mitarbeiter des Federal Bureau of Investigation (FBI) und ein Mitarbeiter des United States Secret Service (USSS). Die Gesamtzahl der Todesopfer unter Zivilisten und Nicht-Zivilisten wird auf 2.606 Personen geschätzt.

## Einsturz der Türme

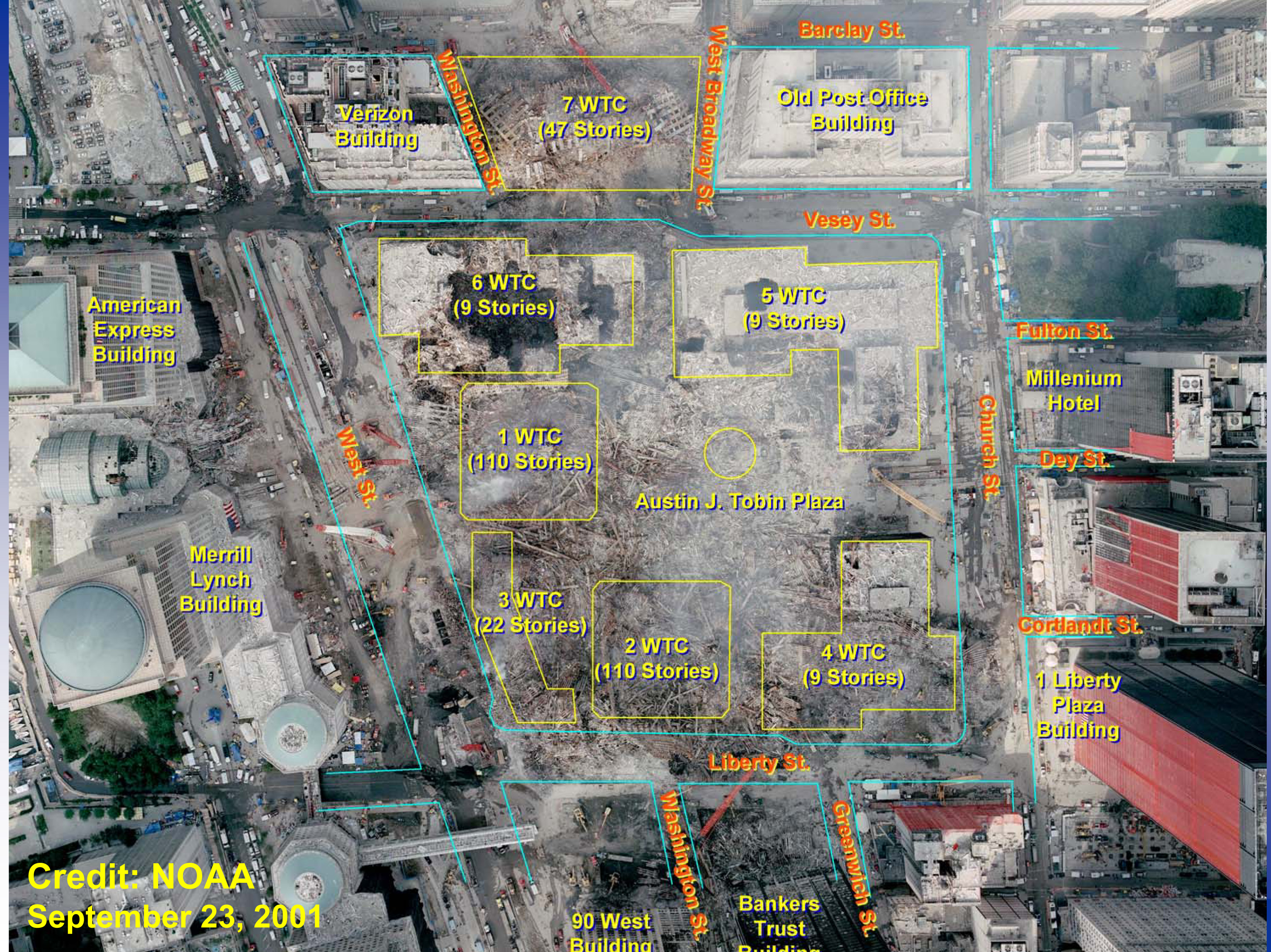
Luftaufnahme des Geländes nach dem Einsturz, mit den eingezeichneten Standorten der eingestürzten Gebäude

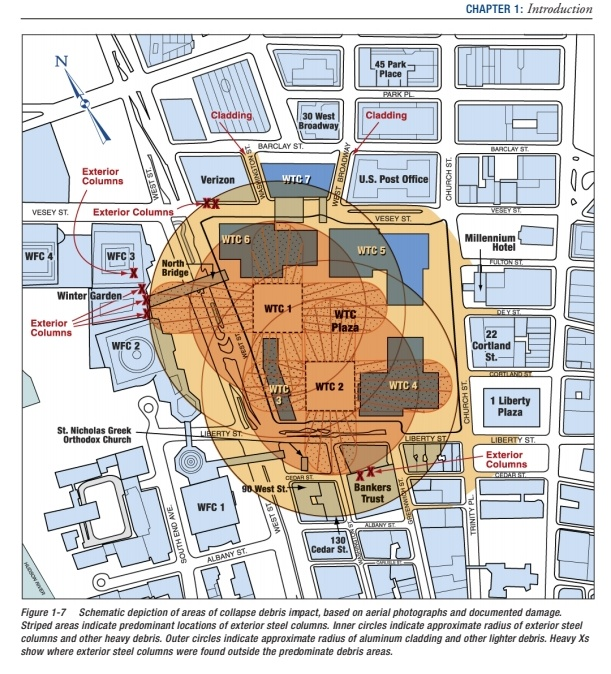
Anordnung der Trümmer der Zwillingstürme

Die Zerstörung der Zwillingstürme wurde als „das berüchtigtste Paradigma“ des progressiven Einsturzes bezeichnet. Zu den Präzedenzfällen gehören der Einsturz von Ronan Point 1968 und die Katastrophe von Skyline Plaza 1973. Beide Einstürze begannen mit dem lokalen Versagen einiger struktureller Komponenten und schritten fort, um die gesamte Struktur zu erfassen.:1 Solche Einstürze sind gekennzeichnet durch „die Abtrennung von Bauteilen (einschließlich nicht tragender Elemente), die Freisetzung von Gravitationsenergie und das Auftreten von Aufprallkräften“. Die vertikale Aufprallkraft sorgt für die Ausbreitung, die Hauptkräfte sind parallel, und die primäre Lastübertragung ist seriell.:13 Das Schlüsselelement der versagenden Struktur bestand aus den kombinierten „vertikalen Traggliedern eines ganzen Stockwerks“. Mit Ausnahme der obersten Stockwerke des Gebäudes, die nicht genügend Schwerkraft freigesetzt hätten, um einen vollständigen Einsturz zu bewirken, hätten die Einstürze mit dem Versagen eines beliebigen Stockwerks beginnen können.:101–2
Unter diesen Bedingungen stürzten die Türme symmetrisch und annähernd gerade in sich zusammen, obwohl sich die Spitzen der Türme etwas neigten und eine erhebliche Menge an Fallout zu den Seiten hin zu verzeichnen war. In beiden Fällen brach der von den Flugzeugen beschädigte Gebäudeteil ein, so dass die Stockwerke oberhalb der Einschlagstelle ungehindert auf die unbeschädigte Struktur darunter fallen konnten. Als der Einsturz fortschritt, konnte man sehen, wie Staub und Trümmer aus den Fenstern mehrerer Stockwerke unter der fortschreitenden Zerstörung herausschossen, verursacht durch den plötzlichen Luftstrom, der unter den herabfallenden oberen Stockwerken komprimiert wurde.
Bei jedem Einsturz wurden große Teile der Außenstützen und der Kerne ohne seitlichen Halt gelassen, so dass sie seitlich nach außen stürzten und von den wachsenden Trümmerhaufen gedrückt wurden. Infolgedessen lösten sich die Wände und trennten sich über eine große Distanz – in einigen Fällen etwa 150 m – von den Gebäuden, wobei sie auf benachbarte Gebäude trafen und Brände auslösten, die später zum Einsturz von Gebäude 7 führen sollten. Einige Verbindungen brachen, als die Bolzen abrissen, so dass viele Platten wahllos verstreut wurden. Die ersten Fragmente der Außenwände des eingestürzten Nordturms schlugen 11 Sekunden nach Beginn des Einsturzes auf dem Boden auf, und Teile des Südturms nach 9 Sekunden. Die unteren Teile der Kerne beider Gebäude (60 Stockwerke von WTC 1 und 40 Stockwerke von WTC 2) blieben noch bis zu 25 Sekunden nach Beginn des ersten Einsturzes stehen, bevor auch sie zusammenbrachen.

### Einleitung des Zusammenbruchs

Umverteilung der Last nach einem Flugzeugaufprall. Veranschaulicht verschiedene sekundäre Belastungspfade

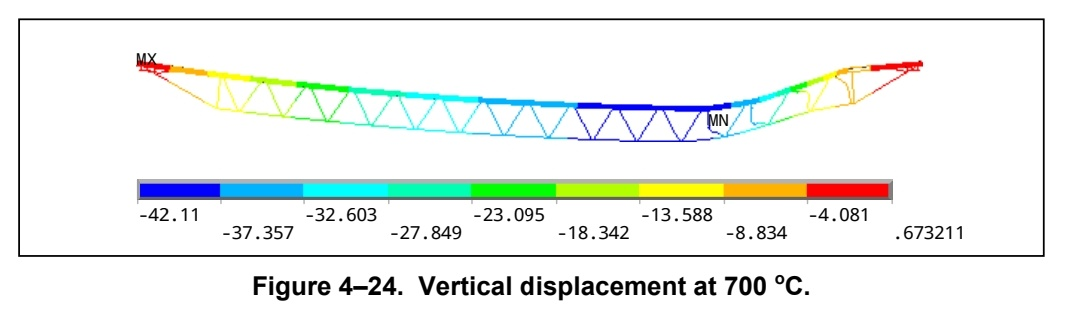
NIST-Simulation eines durchhängenden Dachstuhls. Beachten Sie die geknickten Stege auf der rechten Seite.

Abgesehen von den strukturellen Schäden wurde durch den Aufprall auch der Feuerschutz von einem großen Teil der Aufprallzone entfernt. Infolgedessen erhitzte sich der Baustahl schnell. Dies hatte eine Reihe von Folgen. Die Kernsäulen wurden geschwächt und begannen sich aufgrund von Kriechvorgängen zu verkürzen. Der Hutbinder konnte dem entgegenwirken, indem er das Gewicht ein wenig auf den Umfang verlagerte. In der Zwischenzeit begannen die Stegdiagonalen der 60-Fuß-Fachwerkbinder, die die weitgespannte Mieteretage stützten, zu knicken, wodurch die Etagen um mehr als einen Meter durchhingen. Dadurch wurde die Außenwand in Mitleidenschaft gezogen. Schließlich knickte eine ganze Wand ein, und das Gebäude stürzte ein.:335–336
Der Nordturm hielt etwa 47 Minuten länger als sein Zwillingsturm, da er 17 Minuten vor dem Angriff auf den Südturm getroffen wurde und eine weitere halbe Stunde nach dem Einsturz des Südturms stand. Dies lag daran, dass der Flug 11 ungefähr in der Mitte einschlug, was zu symmetrischeren Aufprallschäden am Kern des Nordturms führte und einen größeren Teil seiner strukturellen Unterstützung intakt ließ. Außerdem dauerte es mehr als eine Stunde, bis sich die Brände auf die Südseite des Gebäudes ausbreiteten, wo es Schäden an der Brandschutzverkleidung gab.:237, 254, 338 Mit einer Geschwindigkeit von 440 Meilen pro Stunde durchschlug Flug 11 die Stockwerke 93 und 99, so dass nur 10 Stockwerke an strukturellem Gewicht auf den beschädigten, brennenden Teil des Nordturms drückten. Die viel höhere Aufprallgeschwindigkeit von Flug 175 verursachte strukturelle Schäden, die noch katastrophaler waren als die von Flug 11, was noch dadurch verschlimmert wurde, dass das Flugzeug eine Ecke statt der Mitte durchschlug und den Südturm auf einer Seite aus dem Gleichgewicht brachte. Die ungleiche Gewichtsverteilung wurde durch den Aufprall von Flug 175 viel tiefer, zwischen den Stockwerken 77 und 85, noch erheblich verschlimmert, was dazu führte, dass der Druck auf die Säulen der Außenwand und des Kerns doppelt so hoch war wie im Nordturm und diese schneller brachen. Der Unterschied bei den Einschlägen war so groß, dass ein hochrangiger FDNY-Chef Berichten zufolge stark daran zweifelte, dass der Nordturm einstürzen würde, selbst nachdem er den Einsturz des Südturms gesehen hatte, da der Nordturm nicht an einer Ecke getroffen worden war.

### Vollständiger progressiver Zusammenbruch

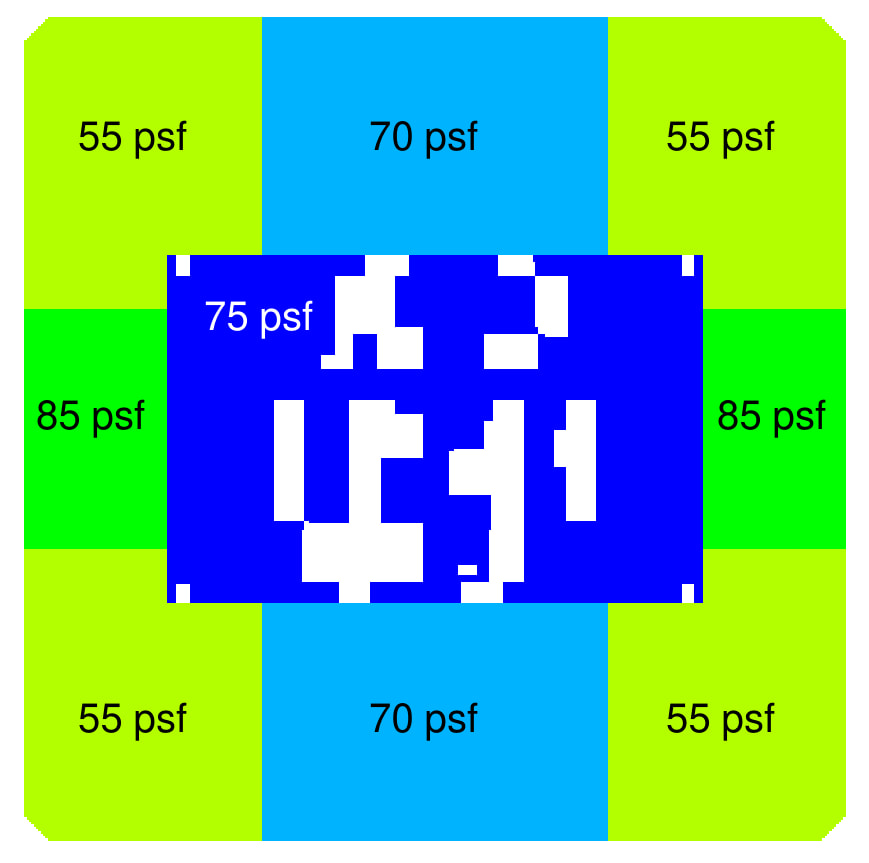
Bemessungslasten für ein typisches Turmgeschoss

Als die Säulen versagten, stürzte das gesamte darüber liegende Gebäude auf das erste intakte Stockwerk unter dem Aufprall. Die vertikale Tragfähigkeit der Verbindungen, die ein intaktes Stockwerk unterhalb der Einsturzhöhe stützen, war ausreichend, um die Last von 11 zusätzlichen Stockwerken zu tragen, wenn die Last allmählich aufgebracht wurde, und von 6 zusätzlichen Stockwerken, wenn die Last plötzlich aufgebracht wurde (wie es der Fall war). Da die Anzahl der Stockwerke oberhalb der ungefähren Einsturzhöhe in jedem WTC-Turm mehr als sechs betrug (12 Stockwerke in WTC 1 und 29 Stockwerke in WTC 2), waren die Stockwerke unterhalb der Einsturzhöhe nicht in der Lage, der plötzlich einwirkenden Gravitationslast aus den oberen Stockwerken der Gebäude standzuhalten.

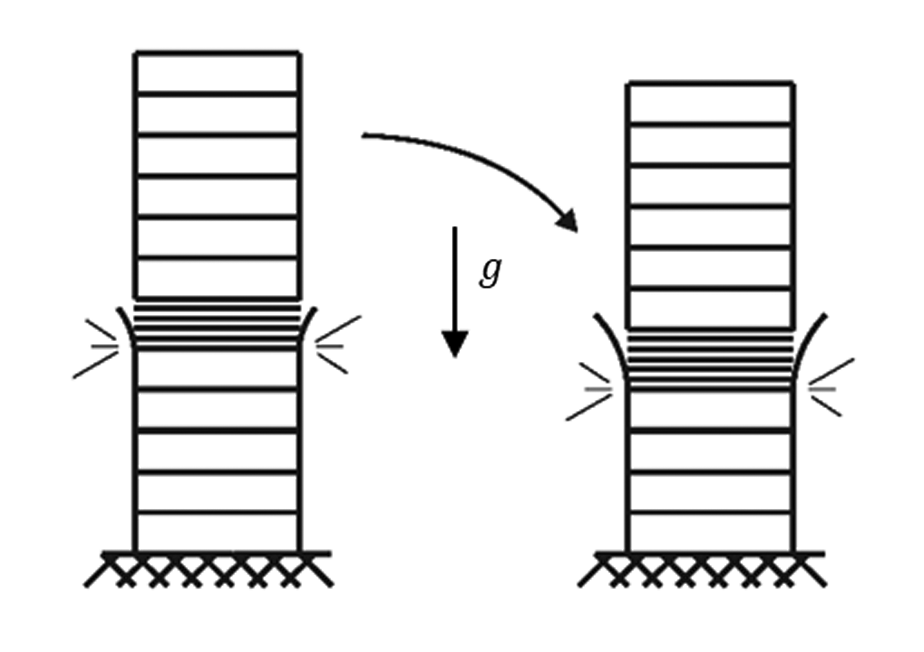
Abwärtsgerichteter Verlauf des Zusammenbruchs

Der Einsturz erfolgte dann in zwei Phasen. Während der Einsturzphase zerstörte der obere Block die darunter liegende Struktur in einer fortschreitenden Reihe von Stockwerkseinbrüchen, die ungefähr ein Stockwerk nach dem anderen betrafen. Jedes Versagen begann mit dem Aufprall des oberen Blocks auf die Bodenplatte des unteren Abschnitts, vermittelt durch eine wachsende Schuttschicht, die hauptsächlich aus dem Beton der Bodenplatten bestand. Die Energie jedes Aufpralls wurde „bei [dem] darauffolgenden Aufprall wieder in die Struktur eingebracht, ... konzentriert in den tragenden Elementen, die direkt von dem Aufprall betroffen waren“.:13 Dadurch wurden die Bodenverbindungen des Stockwerks unmittelbar unter der fortschreitenden Zerstörung überlastet, so dass sie sich von den Außen- und Kernstützen lösten. Die Außenstützen schälten sich ab, und die Kerne blieben ohne seitlichen Halt.
Dies setzte sich fort, bis der obere Block den Boden erreichte und die Einsturzphase begann. Hier knickten die Säulen ein Stockwerk nach dem anderen ein, jetzt von unten beginnend. Mit jedem Stockwerk, das zusammenbrach, stürzte der verbleibende Block durch die Höhe des Stockwerks auf das nächste, das er ebenfalls zerdrückte, bis schließlich das Dach auf dem Boden aufschlug. Der Prozess beschleunigte sich immer weiter, und am Ende wurde jedes Stockwerk in weniger als einer Zehntelsekunde eingedrückt.

### Zusammenbruch des Südturms

Blick von Nordosten auf den einstürzenden Südturm.

Während die Brände weiter brannten, informierten die in den oberen Stockwerken des Südturms eingeschlossenen Bewohner die 9-1-1-Disponenten über die Lage. Um 9:37 Uhr meldete ein Bewohner des 105. Stockwerks des Südturms, dass die Stockwerke unter ihm „in der 90er-Etage“ eingestürzt seien. Auch die Luftfahrteinheit des New York City Police Department gab Informationen über den sich verschlechternden Zustand der Gebäude an die Polizeikommandanten weiter. Sieben Minuten vor dem Einsturz, um 9:51 Uhr, meldete die Luftfahrteinheit des NYPD, dass große Trümmerteile vom Südturm herabhingen oder herabfielen. Die angedeutete Gefahr eines unmittelbar bevorstehenden Einsturzes reichte dem NYPD aus, um seine Beamten zur Evakuierung aufzufordern, obwohl keiner der Hubschrauberpiloten den Einsturz eines der Türme ausdrücklich vorhersagte. Während des Notfalleinsatzes gab es nur eine minimale Kommunikation zwischen dem NYPD und dem FDNY, und die überforderten 9-1-1-Disponenten gaben die Informationen nicht an die FDNY-Kommandanten vor Ort weiter. Um 9:58 Uhr stürzte der Südturm ein, 55 Minuten nachdem Flug 175 in ihn gestürzt war.
Bevor der Südturm zusammenbrach, konnten 18 Menschen aus der Aufprallzone und den darüber liegenden Stockwerken fliehen, darunter Stanley Praimnath, ein Mann, der das Flugzeug auf sich zukommen sah. Sie schafften es über das Treppenhaus A, das einzige Treppenhaus, das nach dem Einsturz noch intakt war. Möglicherweise gab es noch weitere eingeschlossene Bewohner, die aus der Aufprallzone herabstiegen, als der Turm zusammenbrach. Zahlreiche Mitarbeiter der Polizei-Hotline, die Anrufe von Menschen im Südturm erhielten, waren über die Situation, die sich rasch entwickelte, nicht gut informiert. Viele Telefonisten rieten den Anrufern, nicht auf eigene Faust hinabzusteigen, obwohl man heute davon ausgeht, dass das Treppenhaus A am und über dem Einschlagspunkt höchstwahrscheinlich passierbar war.

### Zusammenbruch des Nordturms
Der Einsturz des Südturms zertrümmerte Fenster und beschädigte andere Außenelemente entlang der südlichen und östlichen Fassade des Nordturms, obwohl dies nicht ausreichte, um den anschließenden Einsturz des Nordturms zu verursachen. Nach dem Einsturz des Südturms übermittelten NYPD-Hubschrauber Informationen über den sich verschlechternden Zustand des Nordturms, während die FDNY-Kommandanten den Befehl zur Evakuierung der Feuerwehrleute im Nordturm erteilten. Probleme mit dem Funkverkehr bedeuteten, dass die Feuerwehrleute im Nordturm den Evakuierungsbefehl ihrer Vorgesetzten vor Ort nicht hörten, und die meisten wussten nicht, dass der andere Turm zusammengebrochen war. Ein NYPD-Beamter teilte um 10:06 Uhr mit, dass der Nordturm nicht mehr lange standhalten würde, und empfahl, die Einsatzfahrzeuge aus dem Gebäudekomplex zu entfernen. Um 10:20 Uhr meldete die Luftfahrteinheit der NYPD, dass sich „die Spitze des Turms neigen könnte“, und eine Minute später bestätigte sie, dass der Nordturm an der südwestlichen Ecke einknickte und sich nach Süden neigte, woraufhin ein Beamter alle NYPD-Mitarbeiter in der Umgebung des Gebäudes aufforderte, sich mindestens drei Blocks in jede Richtung zurückzuziehen. Die Luftfahrteinheit erklärte um 10:27 Uhr, dass „das Dach in Kürze einstürzen wird“, und dies bestätigte sich weniger als eine Minute später, als der Nordturm um 10:28 Uhr, eine Stunde und 41 Minuten nach dem Einschlag, zusammenbrach.
Da beim Absturz von Flug 11 zwischen den Stockwerken 93 und 99 alle Fluchtwege in, über oder unmittelbar unter der Aufprallzone abgeschnitten wurden, überlebte niemand oberhalb des 91. Stockwerks. Die einstürzenden Türme erzeugten enorme Staub- und Trümmerwolken, die das untere Manhattan einhüllten; leichter Staub reichte bis zum Empire State Building in 4,72 km Entfernung. Die Trümmerwolke des eingestürzten Nordturms war ebenfalls größer und weiter verbreitet als die des Südturms, was darauf zurückzuführen ist, dass der Staub des Südturms durch den Einsturz des Nordturms aufgewirbelt wurde.

## Einsturz von Gebäude 7

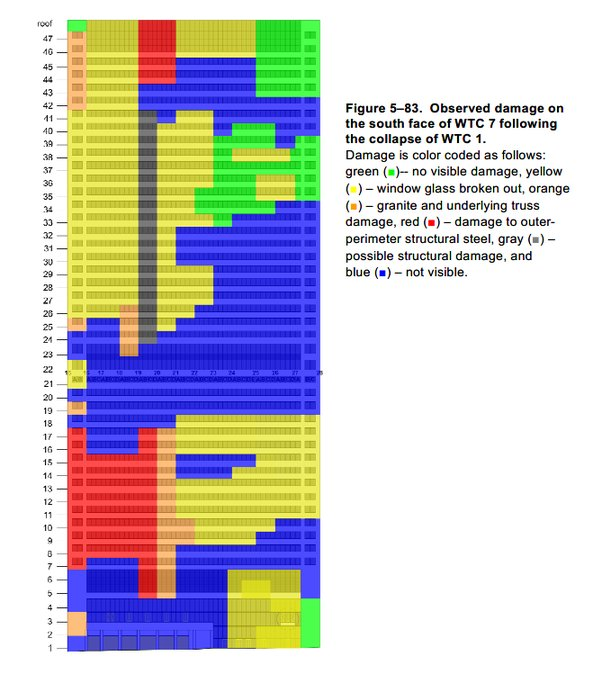
Schäden an der Südwand des WTC7

Als der Nordturm zusammenbrach, trafen schwere Trümmer auf das World Trade Center 7, beschädigten die Südfassade des Gebäudes und lösten Brände aus, die den ganzen Nachmittag über weiter brannten. Strukturelle Schäden traten an der südwestlichen Ecke zwischen den Stockwerken 7 und 17 und an der Südfassade zwischen dem Stockwerk 44 und dem Dach auf; weitere mögliche strukturelle Schäden umfassen einen großen vertikalen Riss in der Nähe der Mitte der Südfassade zwischen den Stockwerken 24 und 41. Das Gebäude war mit einer Sprinkleranlage ausgestattet, die jedoch viele Schwachstellen aufwies: Die Sprinkleranlage erforderte die manuelle Auslösung der elektrischen Feuerlöschpumpen und war kein vollautomatisches System; die Etagensteuerungen hatten nur eine einzige Verbindung zur Sprinklerwasserleitung; und die Sprinkleranlage benötigte Strom, damit die Feuerlöschpumpe Wasser fördern konnte. Außerdem war der Wasserdruck niedrig, so dass nur wenig oder gar kein Wasser für die Sprinkler zur Verfügung stand.

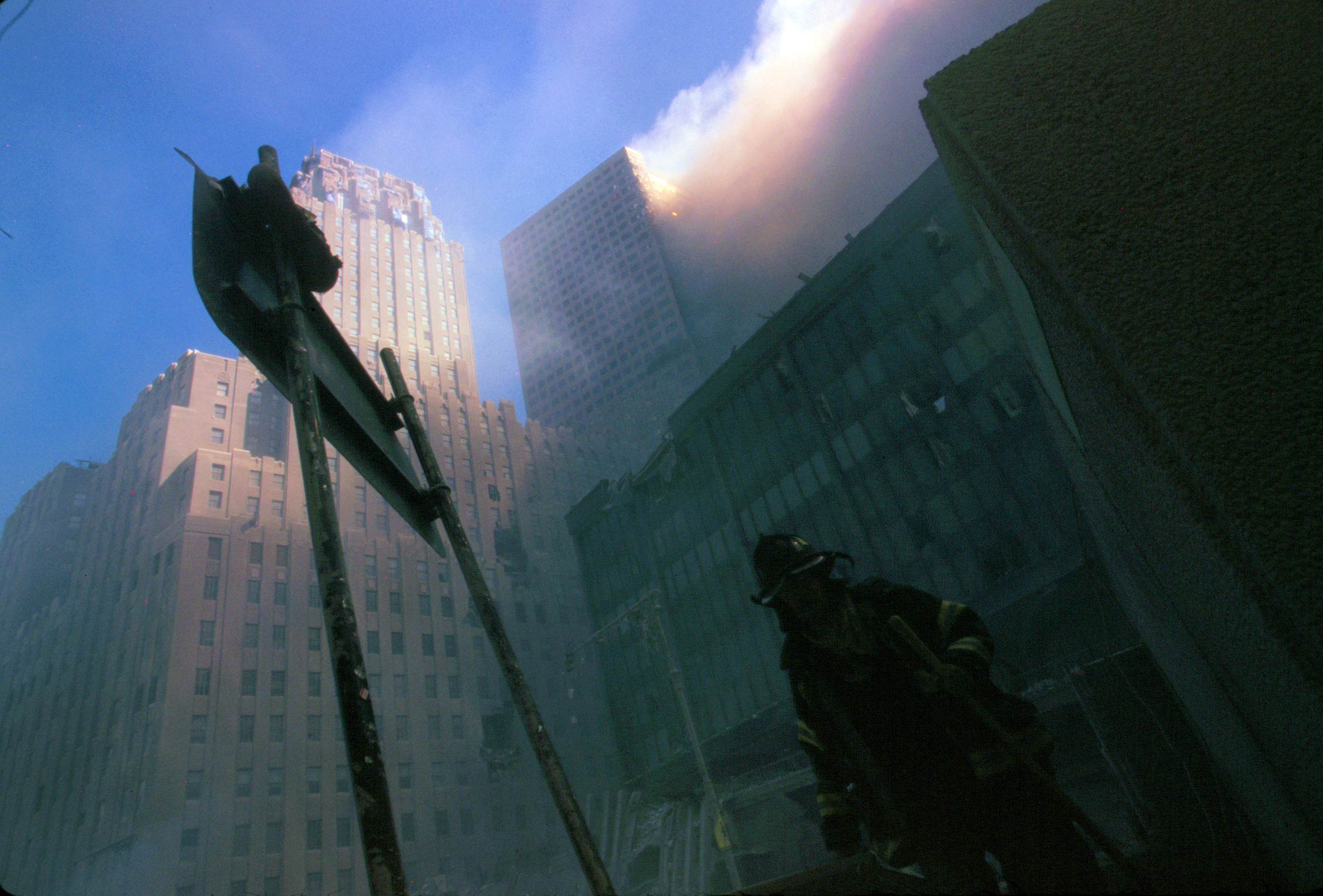
Rauch von Bränden im WTC 7 oben in der Mitte, bevor es zusammenbrach.

Einige Feuerwehrleute betraten das World Trade Center 7, um das Gebäude zu durchsuchen. Sie versuchten, kleine Brandnester zu löschen, aber der geringe Wasserdruck behinderte ihre Bemühungen. Das Feuer brannte bis in den Nachmittag hinein im 11. und 12. Stock des 7 World Trade Centers, wobei die Flammen auf der Ostseite des Gebäudes sichtbar waren. Im Laufe des Nachmittags wurde das Feuer auch in den Stockwerken 6–10, 13–14, 19–22 und 29–30 entdeckt. Insbesondere die Brände in den Stockwerken 7 bis 9 und 11 bis 13 gerieten im Laufe des Nachmittags weiter außer Kontrolle. Gegen 14.00 Uhr bemerkten Feuerwehrleute eine Ausbuchtung in der Südwestecke des World Trade Center 7 zwischen dem 10. und 13. Stockwerk, ein Zeichen dafür, dass das Gebäude instabil war und auf eine Seite kippen oder einstürzen könnte. Im Laufe des Nachmittags hörten die Feuerwehrleute auch knarrende Geräusche aus dem Gebäude und gaben unsichere Berichte über Schäden im Keller heraus. Gegen 15:30 Uhr beschloss FDNY-Chef Daniel A. Nigro, die Rettungsmaßnahmen, die Beseitigung der Trümmer und die Suche entlang der Trümmeroberfläche in der Nähe des World Trade Center 7 einzustellen und das Gebiet aus Sorge um die Sicherheit der Einsatzkräfte zu evakuieren. Um 17:20:33 Uhr EDT am 11. September 2001 begann das World Trade Center 7 mit dem Einsturz des östlichen mechanischen Penthouses, und um 17:21:10 Uhr EDT stürzte das gesamte Gebäude vollständig ein. Bei dem Einsturz gab es keine Todesopfer.
Beim Einsturz des World Trade Center 7 verursachten die Trümmer erhebliche Schäden und Verunreinigungen am Gebäude Fiterman Hall des Borough of Manhattan Community College, das sich in der Nähe des 30 West Broadway befindet, so dass das Gebäude nicht mehr zu retten war. Im August 2007 war der Abriss der Fiterman Hall geplant. Ein überarbeiteter Plan sah den Abriss im Jahr 2009 und die Fertigstellung der neuen Fiterman Hall im Jahr 2012 vor; die Kosten hierfür beliefen sich auf 325 Millionen Dollar. Das Gebäude wurde schließlich im November 2009 abgerissen und der Bau des Ersatzgebäudes begann am 1. Dezember 2009. Das benachbarte Verizon Building, ein 1926 erbautes Art-déco-Gebäude, wurde durch den Einsturz des World Trade Center 7 an der Ostfassade stark beschädigt, konnte aber mit einem Kostenaufwand von 1,4 Milliarden US-Dollar wiederhergestellt werden.

## Andere Gebäude

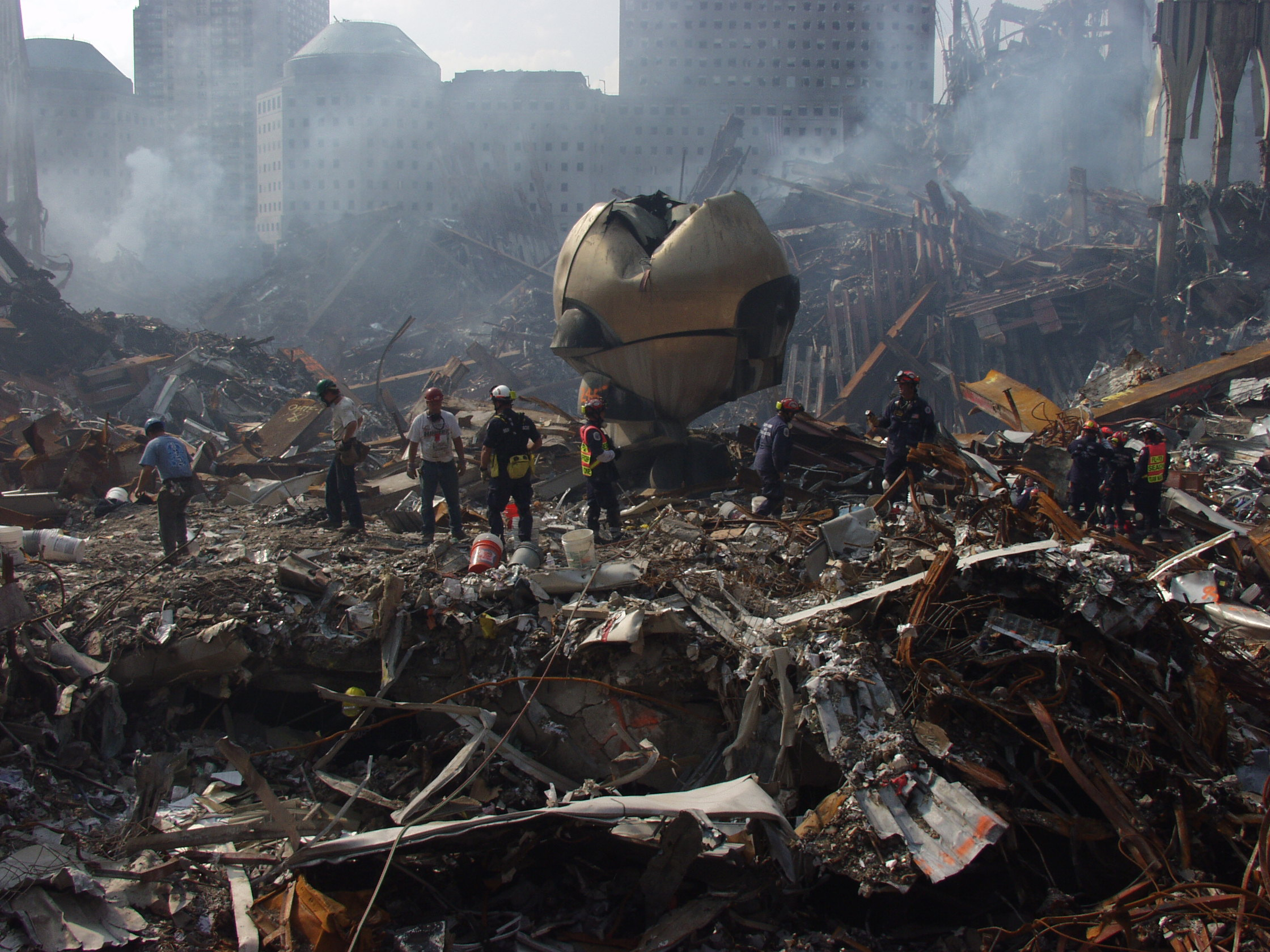
The Sphere zehn Tage nach den Anschlägen

Viele der umliegenden Gebäude wurden beim Einsturz der Türme ebenfalls beschädigt oder zerstört. Das WTC 5 erlitt einen Großbrand und einen teilweisen Zusammenbruch seiner Stahlkonstruktion und wurde abgerissen. Weitere zerstörte Gebäude waren die griechisch-orthodoxe Kirche St. Nicholas, das Marriott World Trade Center (Marriott Hotel 3 WTC), South Plaza (4 WTC) und U.S. Customs (6 WTC). Die Gebäude des World Financial Center, 90 West Street und 130 Cedar Street brannten aus. Das Deutsche-Bank-Gebäude, das Verizon-Gebäude und das World Financial Center 3 wurden durch den Einsturz der Türme beschädigt, ebenso wie 90 West Street. One Liberty Plaza blieb strukturell unversehrt, erlitt jedoch Oberflächenschäden, darunter zerbrochene Fenster. 30 West Broadway wurde durch den Einsturz von WTC 7 beschädigt. Das Deutsche Bank Building, das nach dem 11. September mit einem großen schwarzen „Leichentuch“ überzogen wurde, um die Schäden am Gebäude zu verbergen, wurde aufgrund von Wasser, Schimmel und anderen schweren Schäden, die durch den Einsturz der benachbarten Türme verursacht wurden, abgerissen. Außerdem wurden bei dem Einsturz viele Kunstwerke zerstört.

## Untersuchungen

### Erste Stellungnahmen und Analysen

Einschlagstellen für 1 WTC (rechts) und 2 WTC (links)

Unmittelbar nach den Anschlägen meldeten sich zahlreiche Bauingenieure und -experten in den Medien zu Wort und beschrieben, was ihrer Meinung nach zum Einsturz der Türme führte. Abolhassan Astaneh-Asl, Professor für Bauingenieurwesen an der Universität von Kalifornien in Berkeley, erklärte, dass die hohen Temperaturen bei den Bränden die Stahlträger und -säulen schwächten, so dass sie „weich und breiig“ wurden und schließlich nicht mehr in der Lage waren, die darüber liegende Struktur zu tragen. Astaneh-Asl vermutete auch, dass sich die Feuerschutzabdeckung bei den ersten Einschlägen der Flugzeuge gelöst hat. Er erklärte auch, dass nach dem anfänglichen strukturellen Versagen ein fortschreitender Einsturz der gesamten Struktur unvermeidlich war. César Pelli, der die Petronas-Türme in Malaysia und das World Financial Center in New York entworfen hat, bemerkte: „Kein Gebäude ist auf diese Art von Belastung vorbereitet“.
Am 13. September 2001 verbreitete Zdeněk P. Bažant, Professor für Bauingenieurwesen und Materialwissenschaften an der Northwestern University, einen Entwurf mit den Ergebnissen einer einfachen Analyse des Einsturzes des World Trade Centers. Bažant vermutete, dass die von den Bränden ausgehende Hitze ein Schlüsselfaktor war, der dazu führte, dass die Stahlsäulen sowohl im Kern als auch in den Außenbereichen schwächer wurden und sich verformten, bevor sie ihre Tragfähigkeit verloren und sich verbogen. Sobald mehr als die Hälfte der Säulen in einem bestimmten Stockwerk einknickten, konnte die darüber liegende Struktur nicht mehr getragen werden, und es kam zum vollständigen Einsturz der Strukturen. Bažant veröffentlichte später eine erweiterte Version dieser Analyse. Weitere Analysen wurden von den MIT-Bauingenieuren Oral Buyukozturk und Franz-Josef Ulm durchgeführt, die ebenfalls einen Einsturzmechanismus am 21. September 2001 beschrieben. Sie trugen später zu einer von Eduardo Kausel herausgegebenen MIT-Sammlung von Arbeiten über die WTC-Einstürze mit dem Titel The Towers Lost and Beyond bei.
Unmittelbar nach den Einstürzen herrschte eine gewisse Verwirrung darüber, wer für die Durchführung einer offiziellen Untersuchung zuständig war. Während es für die Untersuchung von Flugzeugunfällen klare Verfahren gibt, war für die Untersuchung von Gebäudeeinstürzen im Voraus keine Stelle benannt worden. Das Structural Engineers Institute der American Society of Civil Engineers stellte unter der Leitung von W. Gene Corley, Senior Vice President der CTLGroup, rasch ein Team zusammen. Auch das American Institute of Steel Construction, das American Concrete Institute, die National Fire Protection Association und die Society of Fire Protection Engineers waren daran beteiligt. Die ASCE lud schließlich die FEMA ein, sich an der Untersuchung zu beteiligen, die unter der Schirmherrschaft der FEMA abgeschlossen wurde.
Die Untersuchung wurde von einigen Ingenieuren und Gesetzgebern in den USA kritisiert. Sie verfügte über wenig Mittel, hatte keine Befugnis, Beweise einzufordern, und nur begrenzten Zugang zum WTC-Gelände. Ein wichtiger Streitpunkt war damals, dass die Sanierung des WTC-Geländes zur Zerstörung der meisten Stahlteile der Gebäude führte. Als das NIST seinen Abschlussbericht veröffentlichte, wies es auf die „Knappheit an physischen Beweisen“ hin, die ihm zur Untersuchung der Einstürze zur Verfügung gestanden hatten. Nach Abschluss der Aufräumarbeiten blieb nur ein Bruchteil eines Prozents der Gebäude für die Analyse übrig: etwa 236 einzelne Stahlstücke, obwohl 95 % der strukturellen Träger und Platten und 50 % der Bewehrungsstäbe geborgen wurden.
Die FEMA veröffentlichte ihren Bericht im Mai 2002. Obwohl das NIST bereits im August desselben Jahres seine Absicht angekündigt hatte, die Einstürze zu untersuchen, wuchs bis zum 11. September 2002 (ein Jahr nach der Katastrophe) der öffentliche Druck, eine gründlichere Untersuchung durchzuführen. Der Kongress verabschiedete im Oktober 2002 das Gesetz über das Nationale Sicherheitsteam für das Bauwesen, das dem NIST die Befugnis gab, eine Untersuchung der Einstürze des World Trade Centers durchzuführen.

### FEMA-Studie zum Gebäudeverhalten
Die FEMA geht davon aus, dass die Brände in Verbindung mit den Schäden, die durch die Flugzeugeinschläge entstanden, der Schlüssel zum Einsturz der Türme waren. Thomas Eagar, Professor für Werkstofftechnik und technische Systeme am MIT, bezeichnete die Brände als „den am meisten missverstandenen Teil des WTC-Einsturzes“. Dies liegt daran, dass die Brände ursprünglich die Böden und Säulen „geschmolzen“ haben sollen. Flugzeugtreibstoff ist im Wesentlichen Kerosin und hätte hauptsächlich dazu gedient, sehr große, aber nicht ungewöhnlich heiße Kohlenwasserstoffbrände zu entfachen. Wie Eagar sagte: „Die Temperatur des Feuers im WTC war nicht ungewöhnlich, und es war ganz sicher nicht in der Lage, Stahl zu schmelzen.“ Dies veranlasste Eagar, die FEMA und andere dazu, sich auf die scheinbar schwächste Stelle der Strukturen zu konzentrieren, nämlich auf die Punkte, an denen die Böden mit dem Gebäuderahmen verbunden waren.

“The large quantity of jet fuel carried by each aircraft ignited upon impact into each building. A significant portion of this fuel was consumed immediately in the ensuing fireballs. The remaining fuel is believed either to have flowed down through the buildings or to have burned off within a few minutes of the aircraft impact. The heat produced by this burning jet fuel does not by itself appear to have been sufficient to initiate the structural collapses. However, as the burning jet fuel spread across several floors of the buildings, it ignited much of the buildings' contents, causing simultaneous fires across several floors of both buildings. The heat output from these fires is estimated to have been comparable to the power produced by a large commercial power generating station. Over a  period of many minutes, this heat induced additional stresses into the damaged structural frames while simultaneously softening and weakening these frames. This additional loading and the resulting damage were sufficient to induce the collapse of both structures.”

„Die große Menge Kerosin, die jedes Flugzeug mit sich führte, entzündete sich beim Aufprall in jedem Gebäude. Ein beträchtlicher Teil dieses Treibstoffs verbrannte sofort in den darauf folgenden Feuerbällen. Es wird angenommen, dass der restliche Treibstoff entweder durch die Gebäude nach unten geflossen ist oder innerhalb weniger Minuten nach dem Aufprall verbrannt ist. Die von diesem brennenden Kerosin erzeugte Hitze scheint allein nicht ausgereicht zu haben, um die Einstürze der Gebäude auszulösen. Da sich das brennende Kerosin jedoch über mehrere Stockwerke der Gebäude ausbreitete, entzündete es einen Großteil des Gebäudeinhalts und verursachte gleichzeitig Brände in mehreren Stockwerken der beiden Gebäude. Man schätzt, dass die von diesen Bränden ausgehende Hitzeentwicklung mit der Leistung eines großen kommerziellen Kraftwerks vergleichbar war. Über einen Zeitraum von mehreren Minuten führte diese Hitze zu zusätzlichen Belastungen in den beschädigten Tragwerken, während diese gleichzeitig erweicht und geschwächt wurden. Diese zusätzliche Belastung und die daraus resultierenden Schäden reichten aus, um den Einsturz beider Bauwerke herbeizuführen.“

### NIST-Studie

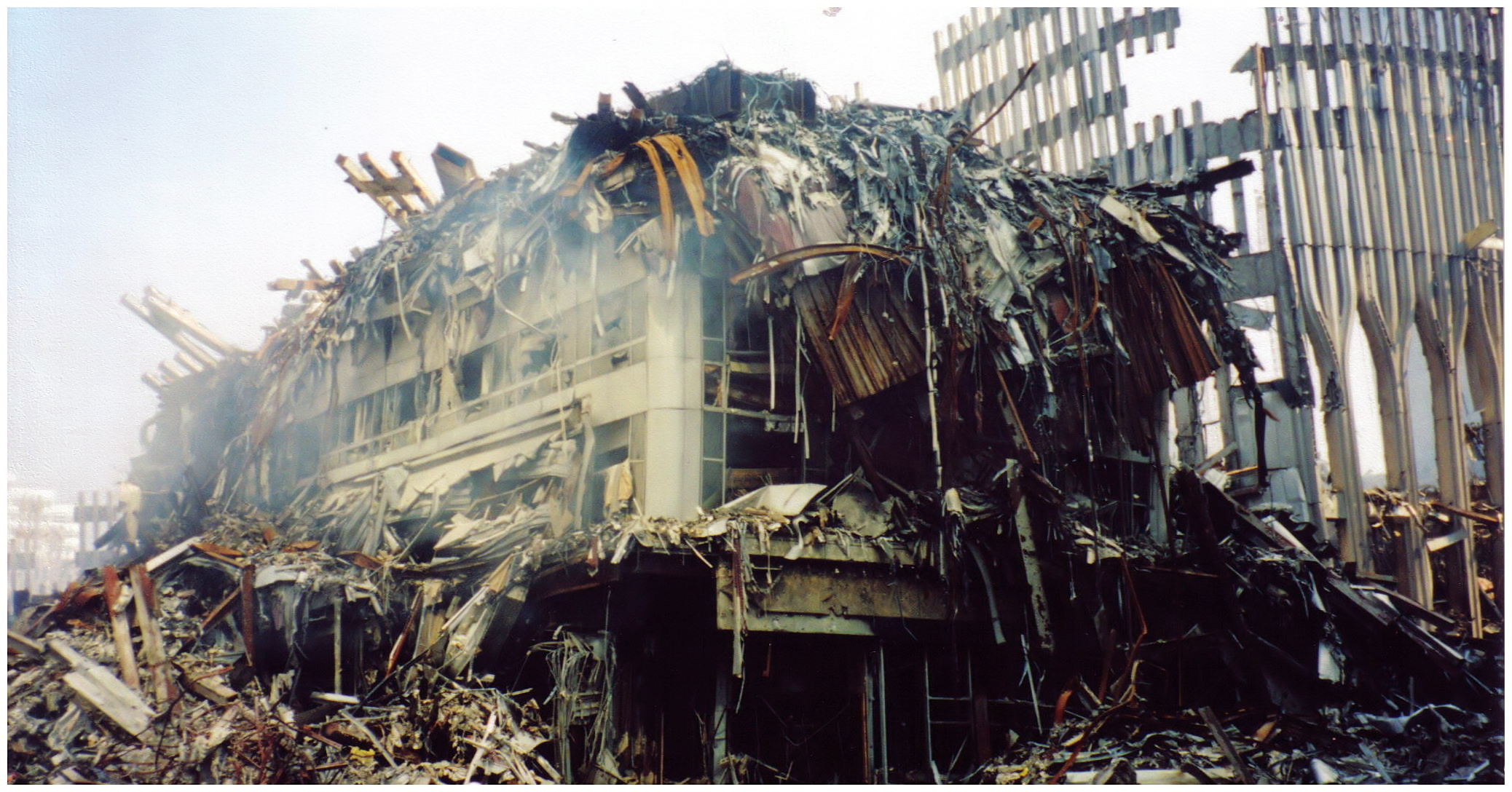
Das 22-stöckige Marriott-Hotel im Vordergrund wurde beim Einsturz beider Türme zertrümmert. Die äußere Hülle des Südturms (Turm 2) des WTC steht noch hinter und rechts vom Marriot.

Nach der Veröffentlichung des FEMA-Berichts und auf Druck von Fachleuten, Branchenführern und Familien der Opfer führte das National Institute of Standards and Technology des Handelsministeriums eine dreijährige, 16 Millionen Dollar teure Untersuchung des strukturellen Versagens und des fortschreitenden Einsturzes mehrerer Strukturen des WTC-Komplexes durch. Die Studie umfasste internes technisches Fachwissen sowie die Unterstützung mehrerer externer privater Institutionen, darunter das Structural Engineering Institute der American Society of Civil Engineers, die Society of Fire Protection Engineers, die National Fire Protection Association, das American Institute of Steel Construction, Simpson Gumpertz & Heger Inc. das Council on Tall Buildings and Urban Habitat und die Structural Engineers Association of New York.
Der Umfang der NIST-Untersuchung konzentrierte sich auf die Ermittlung der „Abfolge von Ereignissen“, die den Einsturz auslösten, und umfasste keine detaillierte Analyse des Einsturzmechanismus selbst (nach dem Zeitpunkt, an dem die Ereignisse den Einsturz unvermeidlich machten). Im Einklang mit den Bedenken der meisten Ingenieure konzentrierte sich das NIST auf die Einschläge der Flugzeuge sowie die Ausbreitung und die Auswirkungen der Brände und modellierte diese mithilfe des Softwareprogramms Fire Dynamics Simulator. Das NIST entwickelte mehrere hochdetaillierte Strukturmodelle für spezifische Teilsysteme wie die Bodenbinder sowie ein globales Modell der Türme als Ganzes, das weniger detailliert ist. Bei diesen Modellen handelt es sich um statische oder quasistatische Modelle, die zwar die Verformung, nicht aber die Bewegung der Strukturelemente nach dem Bruch berücksichtigen, wie dies bei dynamischen Modellen der Fall wäre. Die NIST-Modelle sind also nützlich, um festzustellen, wie der Einsturz ausgelöst wurde, aber sie geben keinen Aufschluss über die Ereignisse nach diesem Zeitpunkt.
James Quintiere, Professor für Brandschutztechnik an der Universität von Maryland, bezeichnete die Enteignung des Stahls als „groben Fehler“, den das NIST offen hätte kritisieren müssen. Er merkte auch an, dass dem Bericht ein Zeitplan und physische Beweise fehlten, um seine Schlussfolgerungen zu untermauern. Einige Ingenieure haben vorgeschlagen, dass das Verständnis des Einsturzmechanismus verbessert werden könnte, indem man eine animierte Sequenz der Einstürze auf der Grundlage eines globalen dynamischen Modells entwickelt und sie mit den Videobeweisen der tatsächlichen Einstürze vergleicht. Der NIST-Bericht für WTC 7 kam zu dem Schluss, dass auf Audio- und Videoaufnahmen keine Explosionsgeräusche zu hören waren oder von Zeugen berichtet wurden.

### 7 World Trade Center

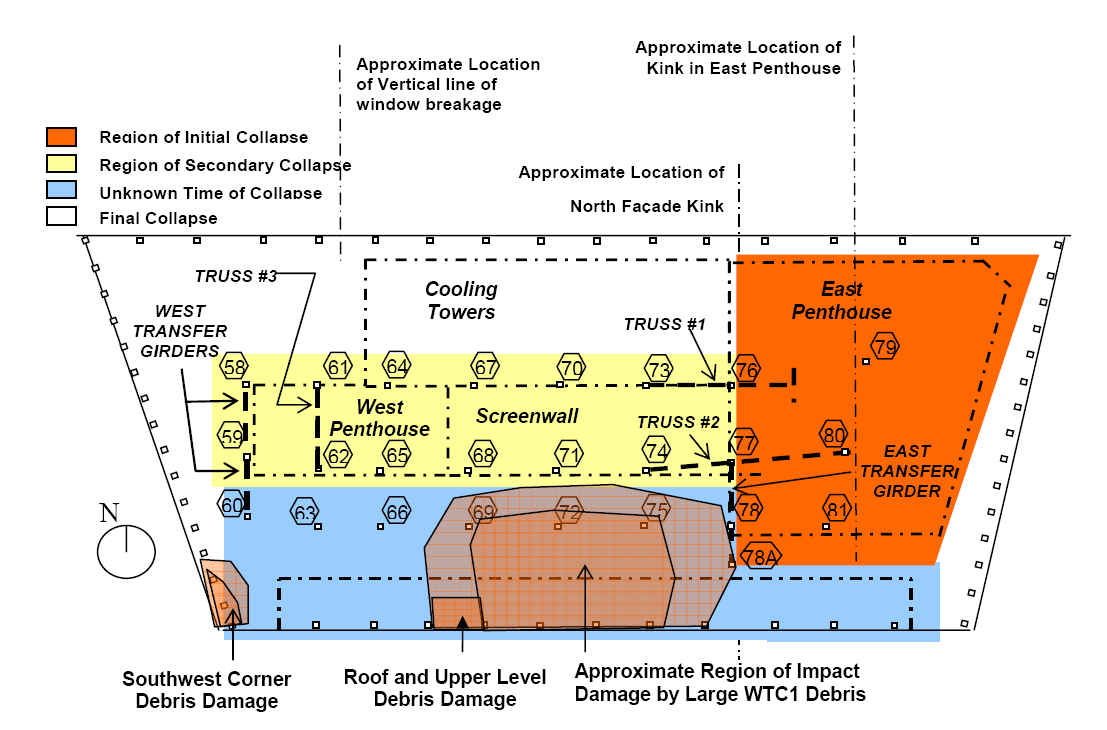
Draufsicht auf den Verlauf des Einsturzes, wobei das strukturelle Versagen in den unteren Stockwerken auf der Ostseite des Gebäudes beginnt und sich vertikal bis zum östlichen mechanischen Penthouse fortsetzt

Im Mai 2002 veröffentlichte die FEMA einen Bericht über den Einsturz, der sich auf eine vorläufige Untersuchung stützte, die gemeinsam mit dem Structural Engineering Institute der American Society of Civil Engineers unter der Leitung von Dr. W. Gene Corley, P.E., durchgeführt wurde. Die FEMA kam zu dem vorläufigen Ergebnis, dass der Einsturz nicht in erster Linie durch Aufprallschäden beim Einsturz von WTC 1 und WTC 2 verursacht wurde, sondern durch Brände in mehreren Stockwerken, die durch Trümmer der beiden anderen Türme ausgelöst wurden und aufgrund des Wassermangels für Sprinkler oder manuelle Brandbekämpfung unvermindert anhielten. Der Bericht zog keine Schlussfolgerungen über die Ursache des Einsturzes und forderte weitere Untersuchungen.
Als Reaktion auf die Bedenken der FEMA wurde das National Institute of Standards and Technology (NIST) beauftragt, eine Untersuchung des strukturellen Versagens und des Einsturzes der Zwillingstürme des World Trade Centers und des World Trade Centers 7 durchzuführen. Die von Dr. S. Shyam Sunder geleitete Untersuchung stützte sich nicht nur auf das interne technische Fachwissen, sondern auch auf die Kenntnisse mehrerer externer privater Institutionen, darunter das Structural Engineering Institute der American Society of Civil Engineers (SEI/ASCE), die Society of Fire Protection Engineers (SFPE), die National Fire Protection Association (NFPA), das American Institute of Steel Construction (AISC), das Council on Tall Buildings and Urban Habitat (CTBUH) und die Structural Engineers Association of New York (SEAoNY).
Der Großteil der Untersuchung des 7 World Trade Centers wurde aufgeschoben, bis die Berichte über den Einsturz der Zwillingstürme des World Trade Centers abgeschlossen waren. In der Zwischenzeit legte das NIST im Juni 2004 einen vorläufigen Bericht über das 7 World Trade Center vor und veröffentlichte danach gelegentlich aktualisierte Berichte über die Untersuchung. Nach Angaben des NIST verzögerte sich die Untersuchung des 7 World Trade Center aus einer Reihe von Gründen, u. a. weil NIST-Mitarbeiter, die am 7 World Trade Center gearbeitet hatten, von Juni 2004 bis September 2005 Vollzeit für die Untersuchung des Einsturzes der Zwillingstürme abgestellt wurden. Im Juni 2007 erklärte Shyam Sunder: „Wir gehen so schnell wie möglich vor, während wir eine breite Palette von Szenarien rigoros testen und bewerten, um zu einer möglichst endgültigen Schlussfolgerung zu gelangen. Die Untersuchung des WTC 7 ist in mancher Hinsicht eine ebenso große Herausforderung wie die Untersuchung der Türme, wenn nicht sogar eine größere. Allerdings profitiert die aktuelle Untersuchung in hohem Maße von den bedeutenden technologischen Fortschritten und den Lehren, die wir aus unserer Arbeit an den Türmen gezogen haben.“

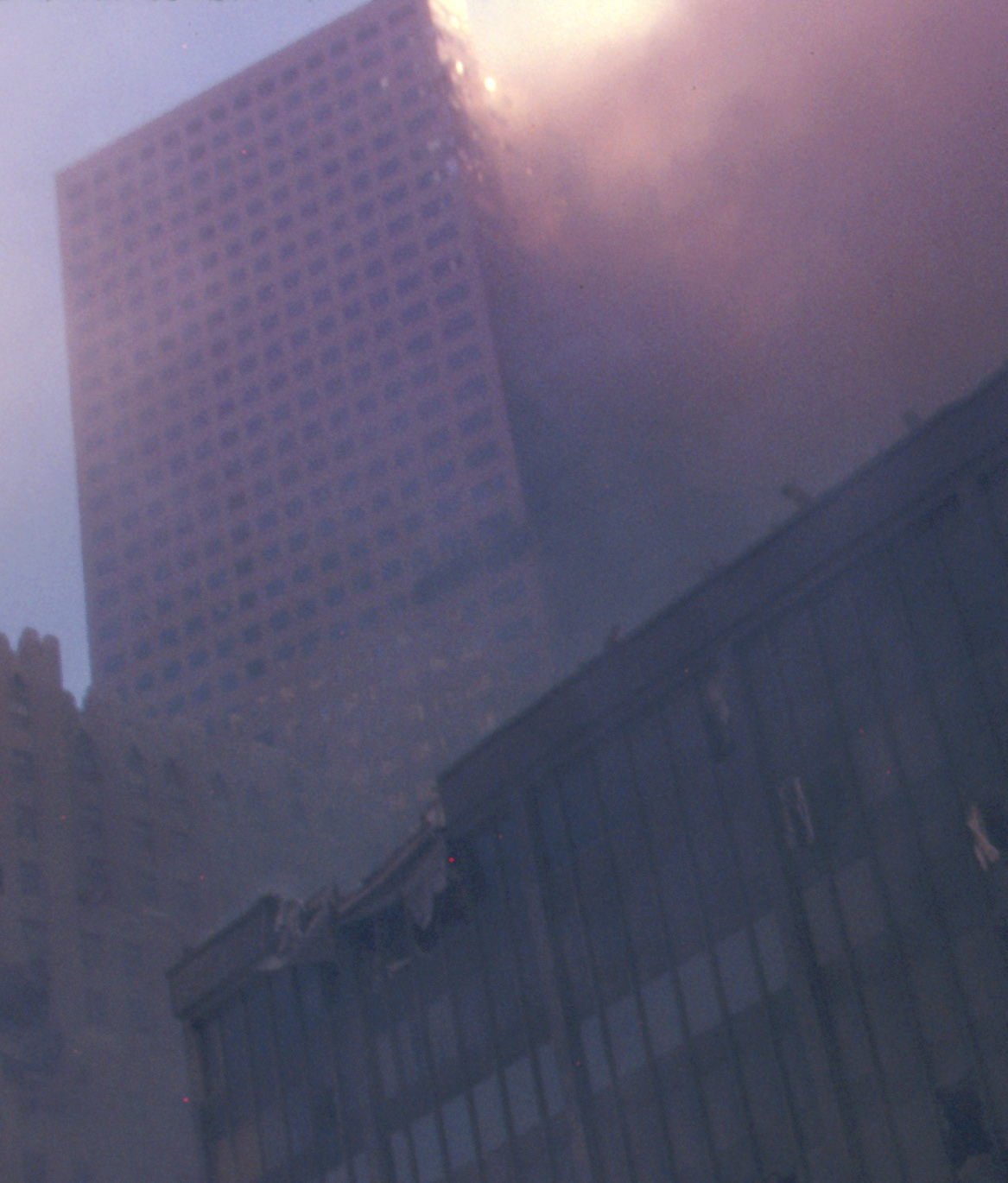
Das brennende World Trade Center 7 nach dem Einsturz der Zwillingstürme am 11. September 2001

Im November 2008 veröffentlichte das NIST seinen Abschlussbericht über die Ursachen des Einsturzes des World Trade Center 7. Dies geschah im Anschluss an den Berichtsentwurf vom 21. August 2008, zu dem die Öffentlichkeit Stellung nehmen konnte. Bei seiner Untersuchung verwendete das NIST ANSYS zur Modellierung der Ereignisse, die zum Einsturz führten, und LS-DYNA-Modelle zur Simulation der globalen Reaktion auf die auslösenden Ereignisse. Das NIST stellte fest, dass Dieselkraftstoff keine wichtige Rolle spielte, ebenso wenig wie die strukturellen Schäden durch den Einsturz der Zwillingstürme oder die Übertragungselemente (Fachwerke, Träger und freitragende Überhänge), aber der Mangel an Wasser zur Brandbekämpfung war ein wichtiger Faktor. Die Brände gerieten im Laufe des Nachmittags außer Kontrolle, was dazu führte, dass sich die Deckenbalken in der Nähe der Säule 79 ausdehnten und einen wichtigen Träger aus seinem Sitz drückten, was zum Versagen der Decken um die Säule 79 in den Stockwerken 8 bis 14 führte. Durch den Verlust der seitlichen Abstützung in neun Stockwerken knickte die Säule 79 bald ein und zog das östliche Penthouse und die benachbarten Säulen mit sich nach unten. Mit dem Ausknicken dieser kritischen Säulen breitete sich der Einsturz dann von Osten nach Westen über den Kern aus und überlastete schließlich die Randstützen, die zwischen den Stockwerken 7 und 17 einknickten, so dass das gesamte darüber liegende Gebäude als eine einzige Einheit nach unten fiel. Anhand von Messungen der Einsturzzeit, die anhand eines Videos der Nordseite des Gebäudes vorgenommen wurden, stellte das NIST fest, dass die Außenfassade des Gebäudes mit der Beschleunigung des freien Falls über eine Strecke von etwa 8 Stockwerken (32 Meter oder 105 Fuß) fiel, wobei es feststellte, dass „die Einsturzzeit für die ersten 18 Stockwerke des Abstiegs etwa 40 Prozent länger war als die des freien Falls“. Die Brände, die durch den Inhalt der Büroräume ausgelöst wurden, sowie der Mangel an Wasser waren die Hauptgründe für den Einsturz.
Der Einsturz des alten World Trade Centers 7 ist insofern bemerkenswert, als es sich um den ersten bekannten Fall handelt, bei dem ein hohes Gebäude in erster Linie aufgrund eines unkontrollierten Brandes zusammenbrach. Auf der Grundlage seiner Untersuchung wiederholte das NIST mehrere Empfehlungen, die es in seinem früheren Bericht über den Einsturz der Zwillingstürme ausgesprochen hatte, und drängte auf sofortiges Handeln bei einer weiteren Empfehlung: dass der Feuerwiderstand unter der Annahme bewertet werden sollte, dass keine Sprinkleranlagen vorhanden sind, und dass die Auswirkungen der thermischen Ausdehnung auf die Bodenstützsysteme berücksichtigt werden sollten. In Anbetracht der Tatsache, dass die derzeitigen Bauvorschriften darauf abzielen, den Verlust von Menschenleben und nicht den Einsturz von Gebäuden zu verhindern, besteht der Hauptpunkt der NIST-Empfehlungen darin, dass Gebäude auch bei fehlenden Sprinklern nicht durch Feuer einstürzen sollten.

### Andere Untersuchungen
Im Jahr 2003 veröffentlichte Asif Usmani, Professor für Bauingenieurwesen an der Universität Edinburgh, zusammen mit zwei Kollegen eine Arbeit. Sie kamen zu dem vorläufigen Schluss, dass die Brände allein, ohne Schäden durch die Flugzeuge, ausgereicht haben könnten, um die Gebäude zum Einsturz zu bringen. Ihrer Ansicht nach waren die Türme in einzigartiger Weise anfällig für die Auswirkungen großer Brände in mehreren Stockwerken gleichzeitig. Als der NIST-Bericht veröffentlicht wurde, kritisierte Barbara Lane vom britischen Ingenieurbüro Arup die Schlussfolgerung, dass der Verlust des Brandschutzes ein notwendiger Faktor für die Einstürze war: „Wir haben Computersimulationen durchgeführt, die zeigen, dass die Türme nach einem Großbrand auf drei Etagen gleichzeitig eingestürzt wären, selbst wenn der Brandschutz vorhanden gewesen wäre und ohne Schäden durch den Einschlag der Flugzeuge.“ Jose L. Torero, ehemals Mitarbeiter des BRE Centre for Fire Safety Engineering an der Universität Edinburgh, führte weitere Forschungen zu den potenziell katastrophalen Auswirkungen von Feuer auf Gebäude im realen Maßstab durch.

## Nachwirkungen

### Aufräumarbeiten

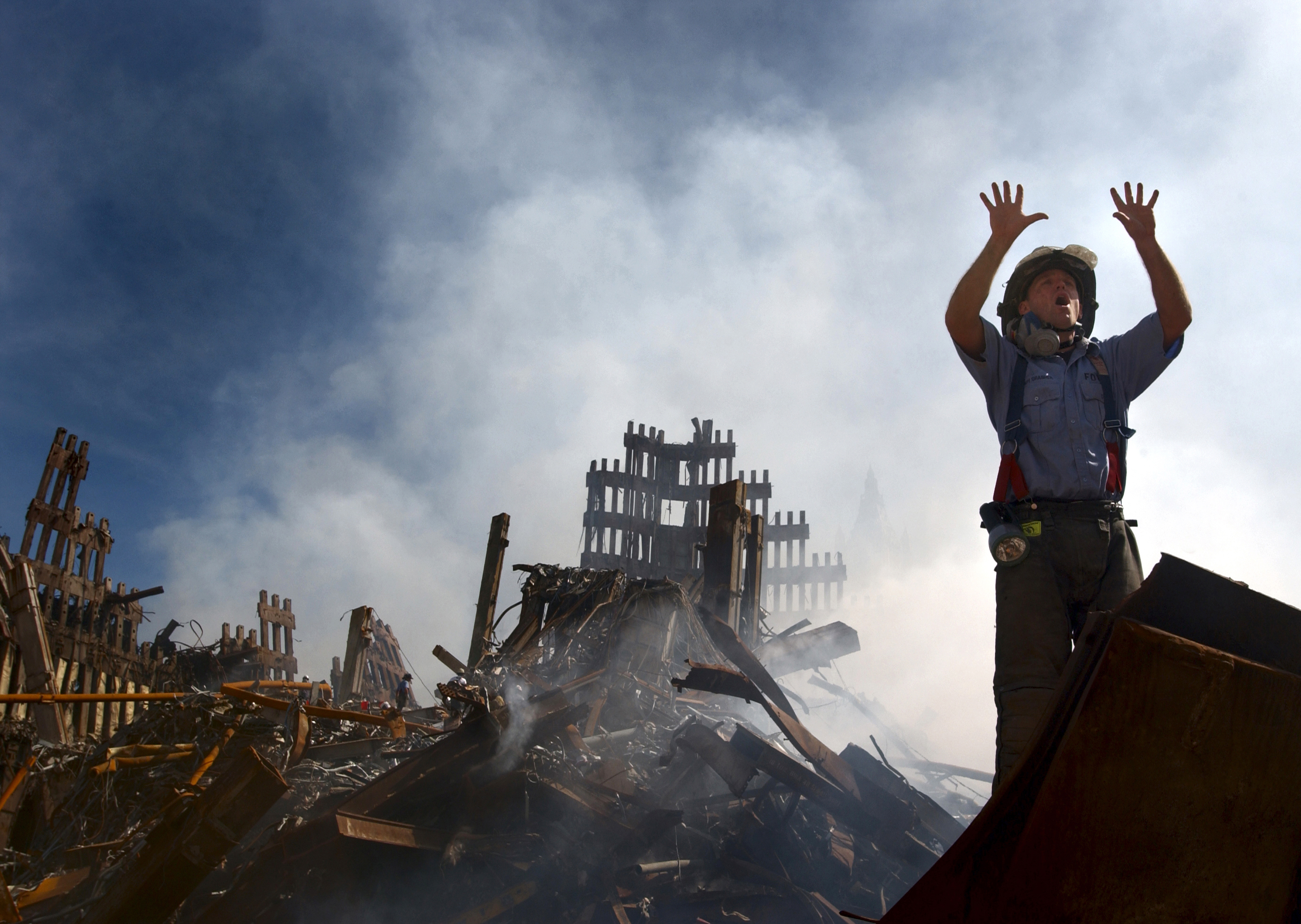
Ein Feuerwehrmann aus New York City fordert 10 weitere Rettungskräfte auf, sich einen Weg in die Trümmer des World Trade Centers zu bahnen.

Die Aufräumarbeiten wurden von der Abteilung für Planung und Bau der Stadt New York koordiniert. Am 22. September wurde ein vorläufiger Sanierungsplan von Controlled Demolition, Inc. (CDI) aus Phoenix, Maryland, vorgelegt. Die Kosten beliefen sich auf Hunderte von Millionen Dollar, und es wurde rund um die Uhr mit zahlreichen Auftragnehmern und Unterauftragnehmern gearbeitet. Anfang November, als bereits ein Drittel der Trümmer beseitigt war, begannen die Behörden, die Zahl der Feuerwehrleute und Polizeibeamten, die mit der Bergung der Überreste der Opfer beauftragt waren, zu reduzieren, um der Beseitigung der Trümmer Vorrang zu geben. Dies führte zu Auseinandersetzungen mit den Feuerwehrleuten. Trotz der Bemühungen, den Brand zu löschen, brannte der große Schutthaufen drei Monate lang, bis der Großteil des Schutts schließlich vom Gelände entfernt wurde. Im Jahr 2007 war der Abriss der umliegenden beschädigten Gebäude noch im Gange, während der Neubau des Ersatzgebäudes des World Trade Centers, des One World Trade Centers, fortgesetzt wurde.

### Gesundheitsauswirkungen
Der Einsturz des World Trade Center verursachte riesige Staubwolken, die Manhattan tagelang bedeckten. Am 18. September 2001 versicherte die US-Umweltschutzbehörde (EPA) der Öffentlichkeit, dass die Luft in Manhattan „sicher zum Atmen“ sei. Im Jahr 2003 stellte der Generalinspektor der EPA fest, dass die Behörde zu diesem Zeitpunkt nicht über ausreichende Daten verfügte, um eine solche Aussage zu treffen. Der durch den Einsturz verursachte Staub hat die Luftqualität erheblich beeinträchtigt und ist wahrscheinlich die Ursache für viele Atemwegserkrankungen in Lower Manhattan. Asbestose ist eine solche Krankheit, und Asbest wäre im Staub enthalten gewesen. Bei Ersthelfern wurden erhebliche medizinische und psychologische Langzeitfolgen festgestellt, darunter erhöhte Werte von Asthma, Nasennebenhöhlenentzündung, gastroösophagealer Refluxkrankheit und posttraumatischer Belastungsstörung.
Die gesundheitlichen Auswirkungen erstreckten sich auch auf Bewohner, Studenten und Büroangestellte in Lower Manhattan und dem nahe gelegenen Chinatown. Mehrere Todesfälle wurden mit dem giftigen Staub in Verbindung gebracht, und die Namen der Opfer werden in die Gedenkstätte des World Trade Centers aufgenommen. Mehr als 18.000 Menschen sind durch den Staub erkrankt.